# Ẩm thực Hà Lan

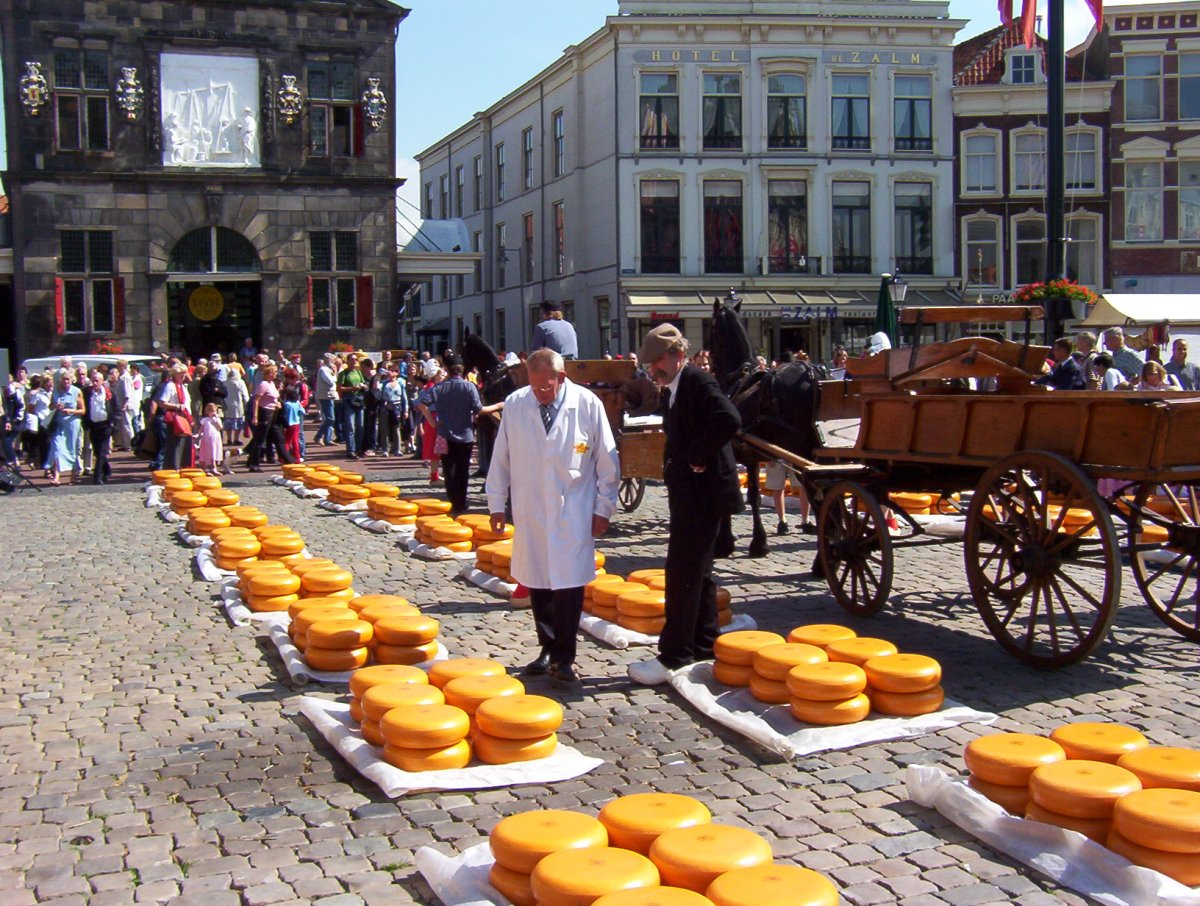
Chợ pho mát ở Gouda

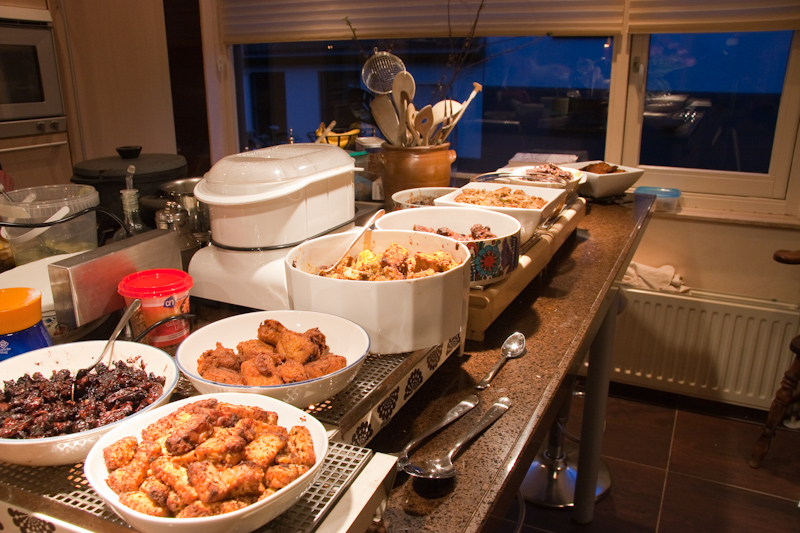
Rijsttafel nhỏ tại một bữa tiệc ở Hà Lan

Ẩm thực Hà Lan (tiếng Hà Lan: Nederlandse keuken) hình thành từ truyền thống nấu ăn của người Hà Lan. Ẩm thực của quốc gia này hình thành từ vị trí của nó ở vùng đồng bằng Biển Bắc màu mỡ của Đồng bằng châu Âu, giúp đánh cá, trồng trọt và chăn nuôi, và mậu dịch bằng đường biển (Chủ nghĩa thực dân và buôn bán gia vị) phát triển.
Theo truyền thống, Ẩm thực Hà Lan đơn giản, với nhiều loại rau và một chút thịt: bữa sáng và bữa trưa thường là bánh mì phủ với pho mát, trong khi bữa tối là thịt và khoai, bổ sung thêm rau theo mùa. Chế độ ăn có sản phẩm từ sữa và thường tương đối nhiều cacbohydrat và chất béo, phản ánh chế độ ăn cần thiết của người lao động mà có văn hoá đã ăn sâu vào đất nước này. Không có nhiều sự tinh vi, mộc mạc là từ tốt nhất để diễn tả, mặc dù nhiều kỳ nghỉ được tổ chức với các loại thức ăn đặc biệt.
Trong thế kỷ 20, ẩm thực Hà Lan và khẩu phần ăn thay đổi. Bị ảnh hưởng bởi văn hoá ăn uống của các thuộc địa của nó (cụ thể là Đông Ấn Hà Lan), nó trở thành đa văn hoá và ẩm thực quốc tế nhất thể hiện ở các thành phố chính.

## Lịch sử

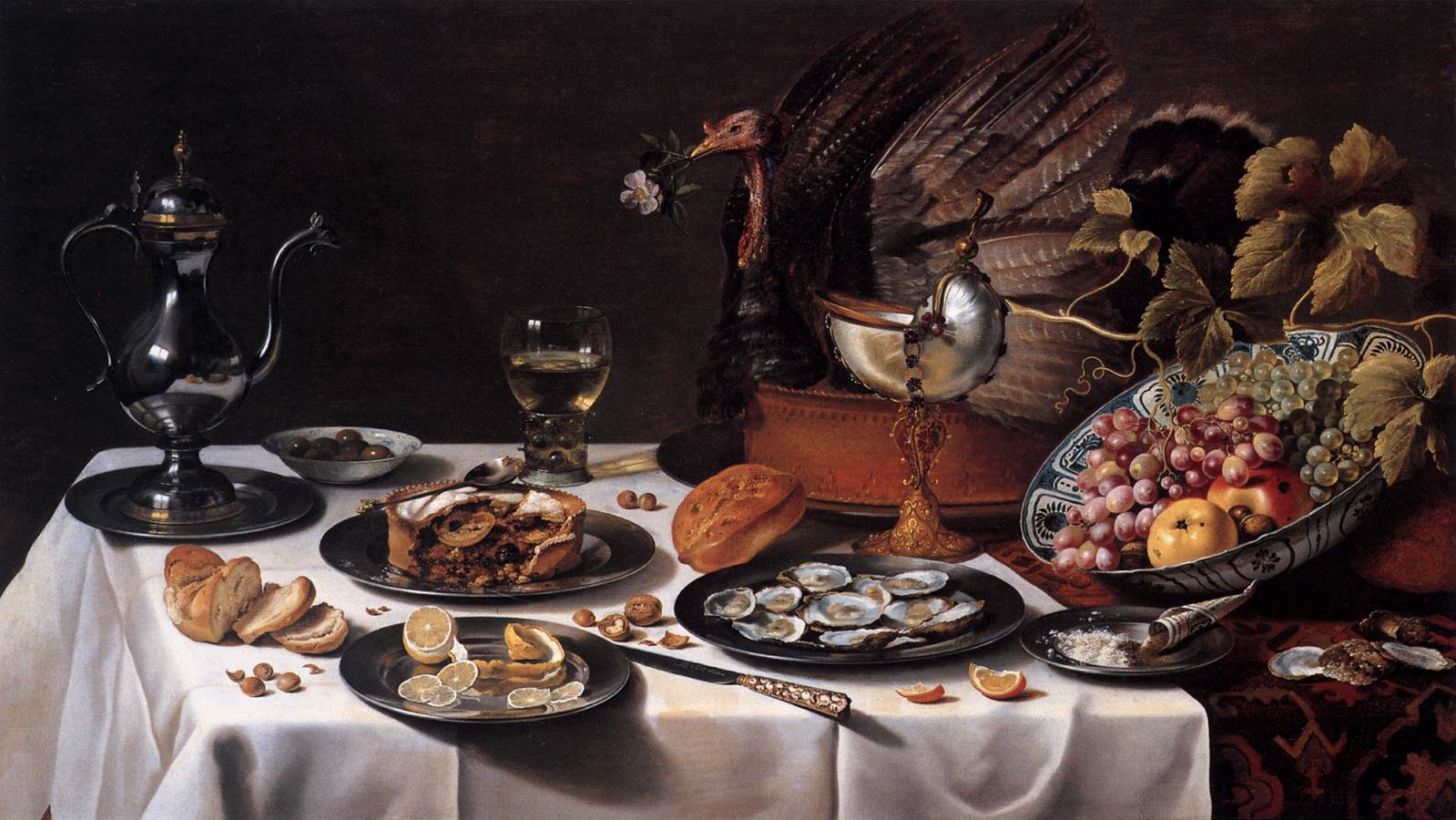
một bức tranh tĩnh vật bởi Pieter Claesz (1627).

### Thế kỷ 12-13
Có ít bằng chứng về đồ ăn và đồ uống ở cuối thời kỳ Trung Cổ tại Hà Lan. Về lượng tiêu thụ súp thịt hầm, Hà Lan không có nhiều khác biệt với các nước Tây Âu trong thời Trung Cổ. Súp thị hầm nửa loãng bao gồm sữa, bia, nước, rau củ và đậu hoặc ngũ cốc, đôi khi được làm phong phú thêm với một miếng thịt. Thành phần thay đổi theo mùa.
Bia có thêm hương vị gruit được sản xuất cho đến thế kỷ thứ 14 ở các tu viện. Gruit được thay thế với hop, một truyền thống được giới thiệu từ thành phố Bremen của Đức, và điều này bắt đầu văn hoá bia và Hà Lan trở thành nhà xuất khẩu bia lớn. Bia từng phổ biến trong thời Trung Cổ vì nước có chất lượng thấp, và sữa -từ những vùng đồng cỏ thấp ở Hà Lan và Frisia - đã chủ yếu được sử dụng để sản xuất bơ và pho mát. Bơ và pho mát Hà Lan trở thành sản phẩm nổi tiếng trong giai đoạn đầu và tiếp tục nổi tiếng trong vài thế kỷ.

### Thế kỷ 13-14
Sông và biển cung cấp rất nhiều cá. Cách chế biến bỏ nội tạng cá được phát minh bởi Willem Beukelszoon, một người đánh cá Zeeland thế kỷ 14. Sự phát minh này đã tạo ra nền công nghiệp xuất khẩu cá trích muối (tiếng Hà Lan: maatjesharing) mà được độc quyền kinh doanh bởi người Hà Lan. Họ bắt đầu đóng tàu và cuối cùng chuyển từ thương mại cá trích sang thực dân hóa và Đế quốc Hà Lan đã khiến Hà Lan trở thành nước có quyền lực trên biển. Cá trích vẫn rất quan trọng với người Hà Lan mà kỷ niệm Vlaggetjesdag (Ngày Quốc kỳ) mỗi mùa xuân, nó là một truyền thống bắt nguồn từ thế kỷ 14 khi người đánh cá ra biển bằng thuyền nhỏ của họ và đánh bắt (Hollandse Nieuwe), sau đó bảo quản và xuất khẩu thứ họ đánh được ra nước ngoài.
Làm vườn lúc đầu được thực hiện bởi các tu viện, nhưng các lâu đài và những ngôi nhà trong quốc gia này cũng bắt đầu phát triển vườn với rau và rau thơm. Địa điểm du lịch nổi tiếng là vườn hoa Keukenhof (nghĩa đen là vườn bếp) là một ví dụ của vườn rau và khu săn bắn thế kỷ 15 của nhà bếp lâu đài Jacqueline, Bá tước Hainaut. Khu vực trồng lê và táo liên kết với các lâu đài sau này được dùng để xuất khẩu và bắt đầu truyền thống trồng trọt của Hà Lan mà vẫn còn đến ngày nay.

### Thế kỷ 16-17
Khi Cộng hòa Hà Lan đi vào thời kỳ hoàng kim trong thế kỷ 17, các món loại này cũng được dùng bởi tầng lớp trung lưu giàu có, thường bao gồm nhiều loại hoa quả, pho mát, thịt, rượu vang và các loại hạt. Đế quốc Hà Lan cho phép nhật khẩu các loại gia vị, đường và hoa quả lạ. Công ty Đông Ấn Hà Lan là công ty đầu tiên nhập khẩu cà phê quy mô lớn vào châu Âu. Sau đó người Hà Lan trồng những mùa màng ở Java và Ceylon. Cà phê Indonesia xuất khẩu lần đầu tiên từ Java đến Hà Lan diễn ra năm 1711. Cuối thế kỷ 17, lượng tiêu thụ trà và cà phê tăng lên và trở thành một phần của cuộc sống hàng ngày. Trà được phục vụ với đồ ngọt, kẹo hoặc bánh quy và bánh hạnh nhân dẻ. Sự có mặt của những gia vị tương đối rẻ tạo nên một truyền thống về bánh quy gia vị gọi là speculaas, công thức chính xác của nó được giữ bí mật bởi những người làm bánh.
Các loại rau, thịt, gia cầm và cá tươi, muối hoặc hun khói và trứng được chế biến trong các nhà bếp ở Hà Lan vào thời gian này. Bữa ăn bắt đầu với salad rau và rau nấu nguội hoặc ấm với nước xốt, các món rau với bơ, rau thơm hoặc rau ăn được. Sau đó làm các món cá và thịt. Các loại nguyên liệu lạ như gạo, quế, gừng, saffron, quả chà là được sử dụng. Các loại bánh tart và pastry mặc theo sau đó. Bữa ăn kết thúc với thạch, pho mát, các loại hạt và bánh pastry ngọt và rượu vang gia vị ngọt. Tất nhiên, cả trong thời kỳ hoàng kim, không phải tất cả mọi người có thể chi trả cho những thứ xa xỉ và bữa ăn thông thường của người Hà Lan vẫn khá khiêm tốn gồm thịt hầm ngũ cốc hoặc legume dùng với lúa mạch đen.

Thời kỳ hoàng kim Hà Lan - ẩm thực trong lịch sử
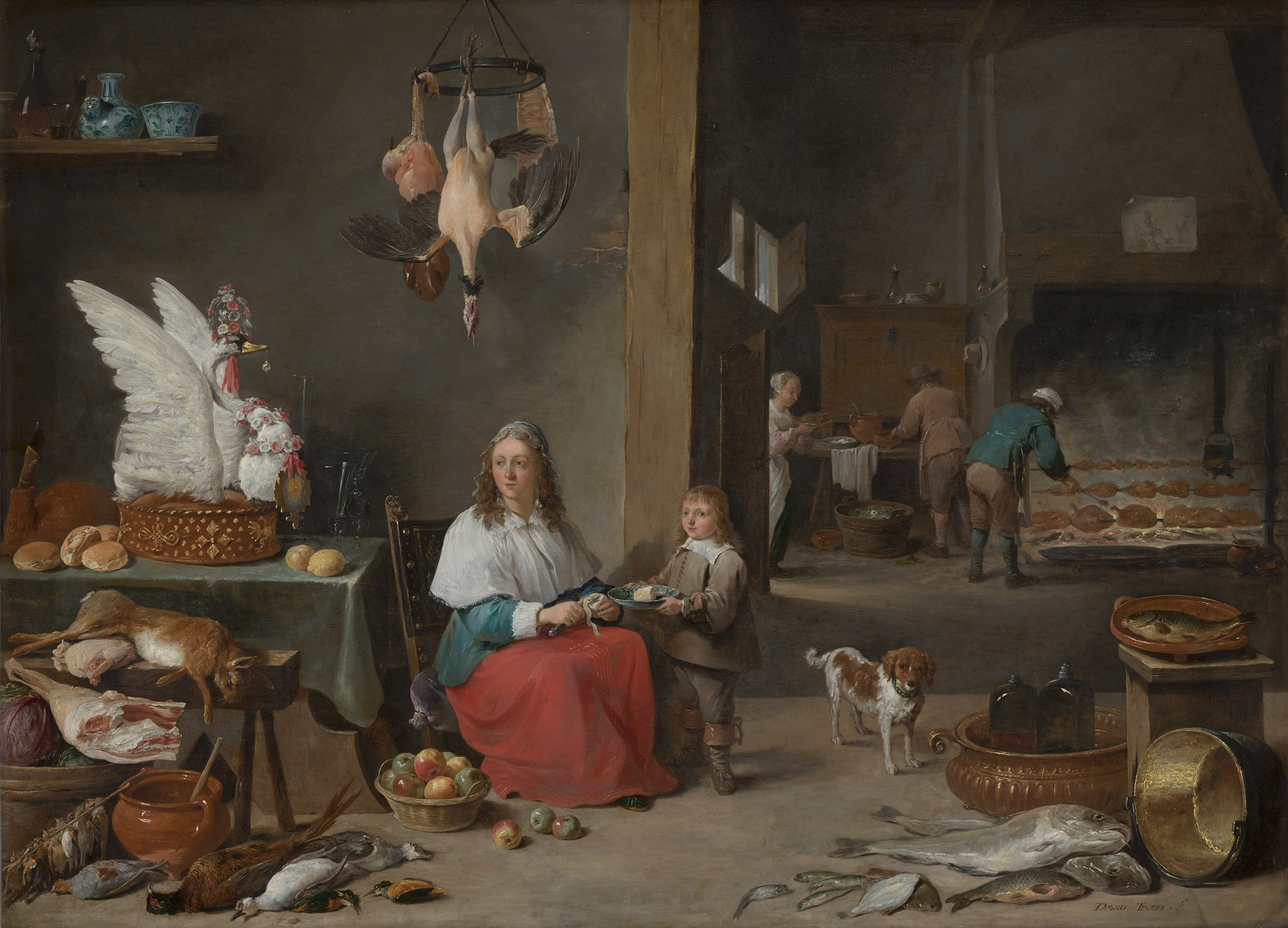
Cảnh bếp năm 1644, bởi David Teniers the Younger
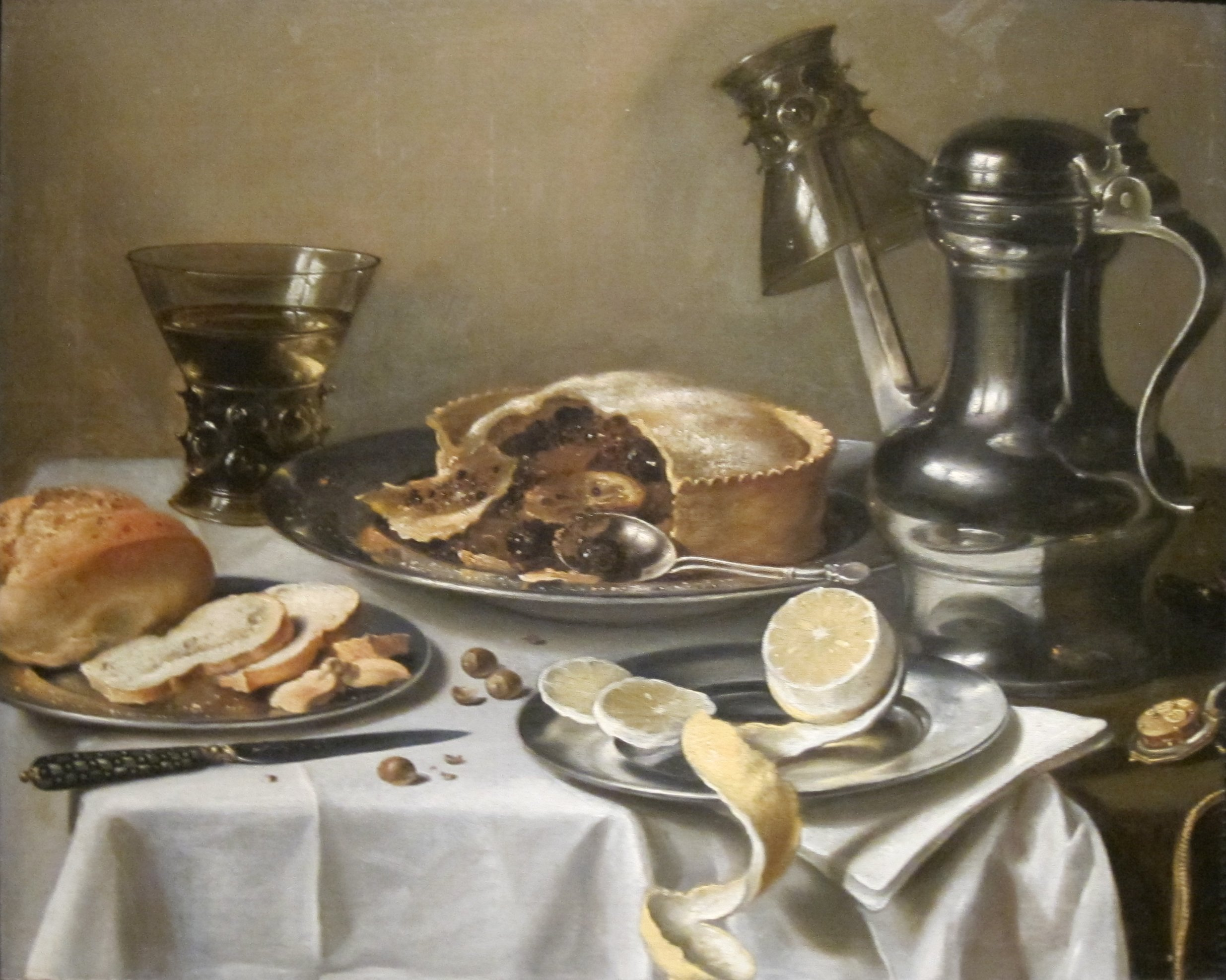
Mince pie và chanh bởi Pieter Claesz, 1625
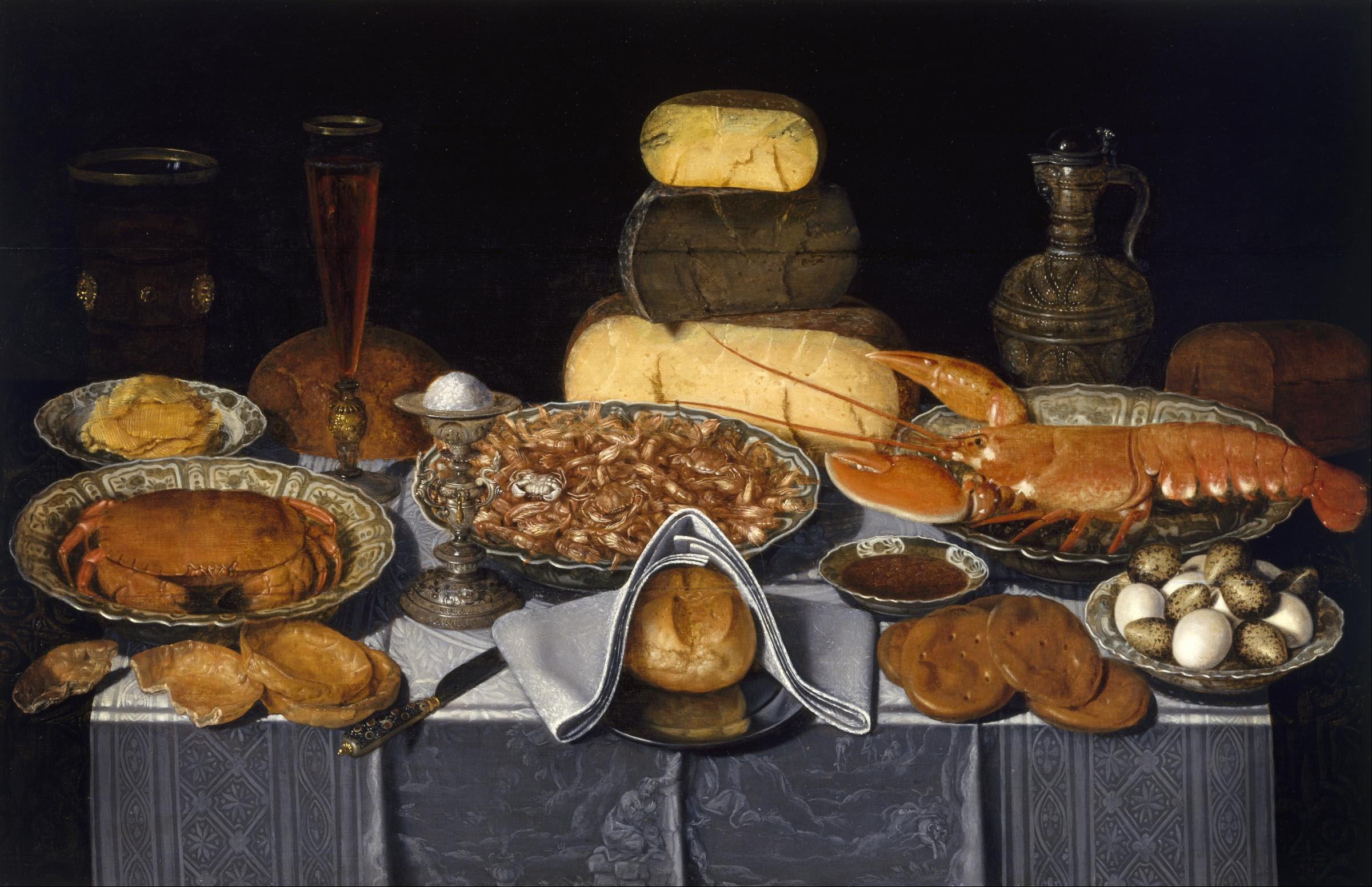
Clara Peeters (1594–1657) tranh tĩnh vật với cua, tôm và tôm hùm
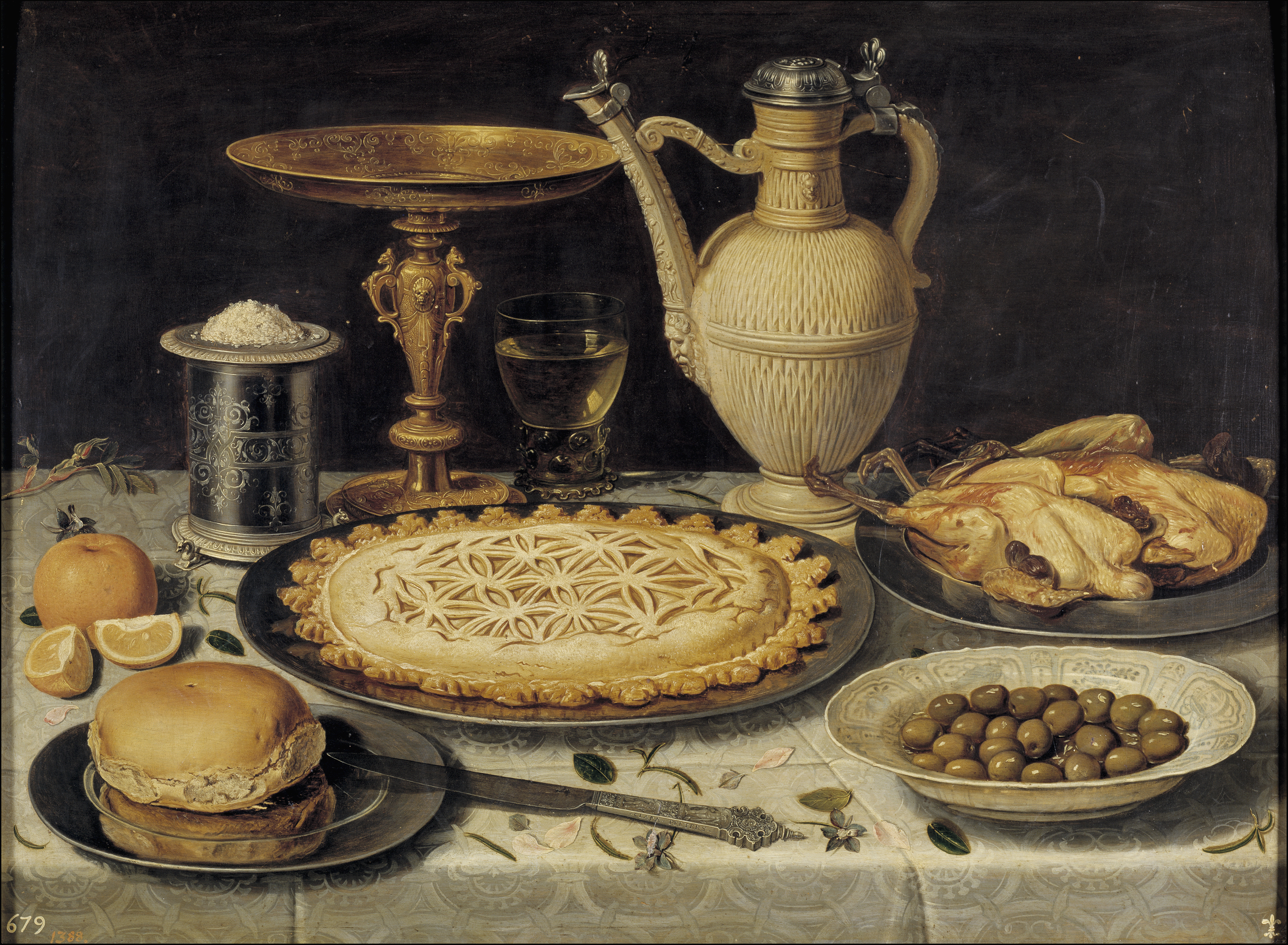
Clara Peeters (1594–1657) bàn với cam, ô liu và bánh pie
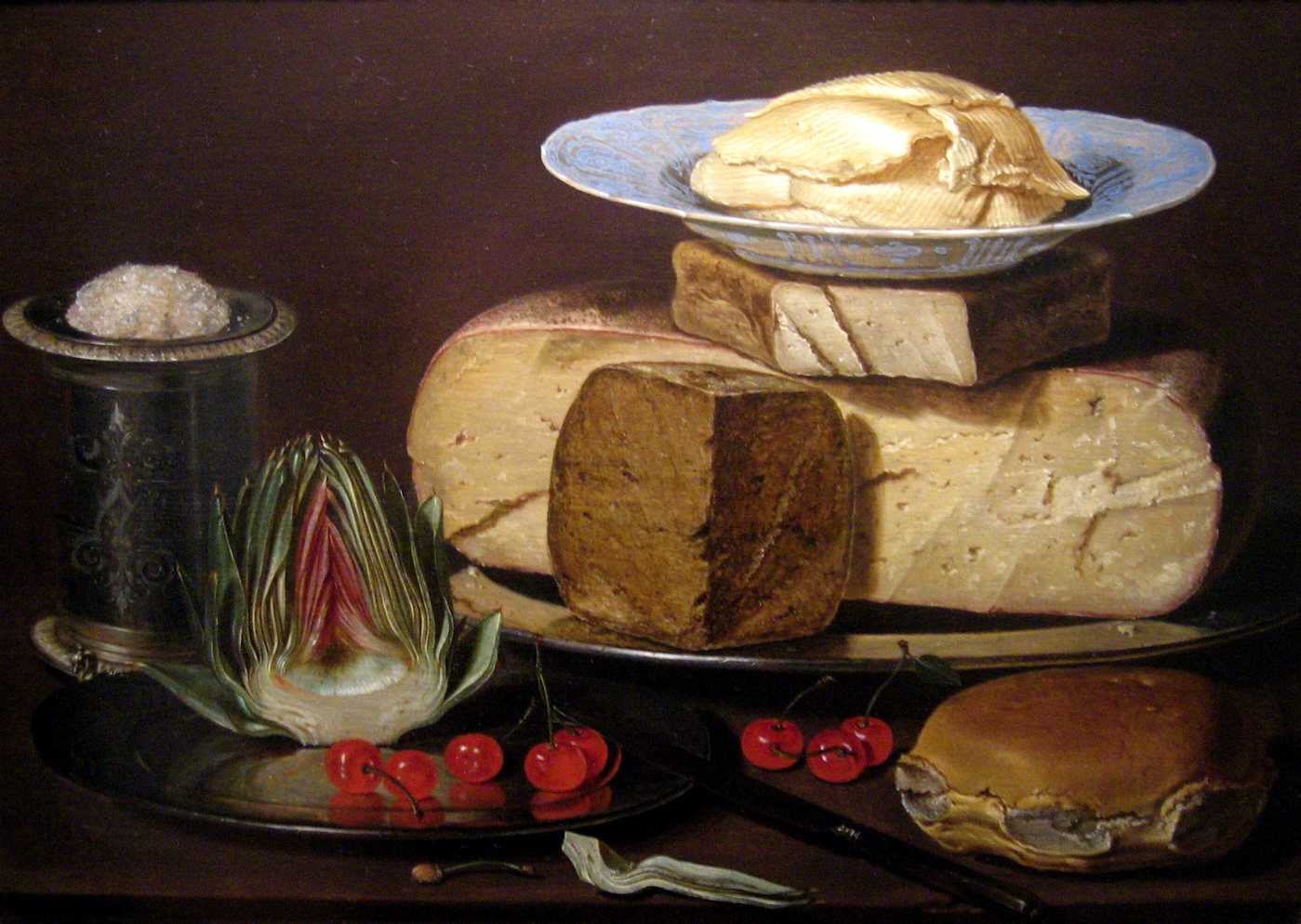
Clara Peeters (1594–1657) tranh tĩnh vật với pho mát, atisô và anh đào
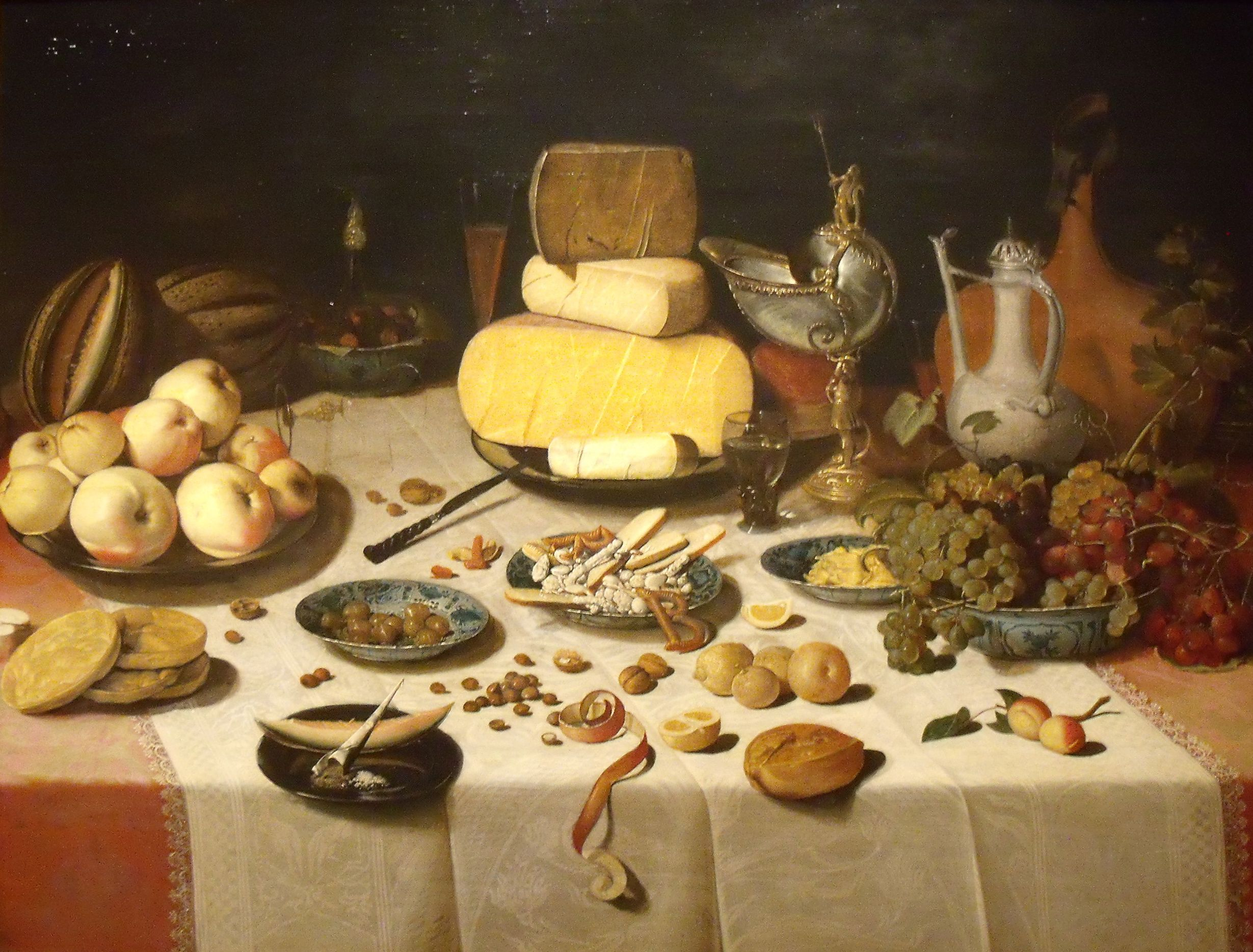
Tranh tĩnh vật với trái cây, các loại hạt và pho mát bởi Floris Claeszoon van Dyck

### Thế kỷ 18-19

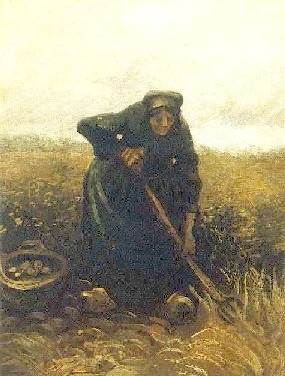
Van Gogh, Người phụ nữ nhổ khoai tây

Trong thế kỷ thứ 18 khoai tây trở nên phổ biến hơn, trở thành một sản phẩm thực phẩm chính năm 1800. Đầu những năm 1800, trong khi những người giàu có thể ăn thứ họ muốn, những người lao động ăn bánh mì (bánh mì đen ở một số vùng) và khoai tây, bánh kếp ở một số vùng khá, đôi khi có cá và các loại hải sản khác, trái cây và rau, nhưng ít khi có thịt: "khẩu phần ăn của người Hà Lan trong thế kỷ thứ 19 bao gồm một ít bánh mì, rất nhiều khoai tây". Chế độ ăn theo kiểu tiết kiệm, gồm các món đơn giản như bánh mì và cá trích.
Trong suốt thế kỷ 19 nhiều người bị suy dinh dưỡng nhẹ.
Trên thực tế khoai tây thường được ăn mỗi bữa ăn, mỗi ngày trong tuần. Người ta gọt vỏ nó và luộc làm món chính, bữa trưa, và làm nóng nó rồi nghiền trong bữa tối, với phần thừa lại để cho bữa sáng. Người ta thường dùng nó với muối, đôi khi có giấm, nhưng không có nước thịt hay các chất béo khác, làm cho khẩu phần ăn trở nên "quá đơn điệu".
Trong thế kỷ 19, người nghèo ít khi uống thứ gì khác ngoài nước (chất lượng kém), đôi khi có cà phê loãng hoặc trà. Ở một số vùng người ta tiêu thụ sô cô la nóng, nhưng đồ uống phổ biến nhất ngoài nước là bia và jenever. Hầu hết cả thế kỷ này bia thường được uống ở vùng phía nam, nơi Công giáo thống trị, và các vùng đất công giáo khác. Loại bia này được lên men nổi và có chất lượng tồi; cho tới những năm 1880 khi loại bia pilsner lên men đáy kiểu Đức tiếp cận thị trường Hà Lan. Lượng tiêu thụ Jenever đầu thế kỷ 19 ở Hà Lan bằng hai lần lượng tiêu thụ đồ uống trưng cất ở các quốc gia lân cận.

### Thế kỷ 20-21
Vẻ vừa phải và khiêm tốn ngày nay được coi là ẩm thực truyền thống của Hà Lan. Trong thế kỷ hai mươi, sự có mặt của giáo dục đại chúng nghĩa là nhiều con gái cũng được đến một loại trường mới, Huishoudschool (trường gia chánh), nơi mà nữ sinh được rèn luyện để trở thành người giúp việc và nơi có các bài học về cách nấu các món ăn rẻ và đơn giản là phần chính của chương trình giáo dục, thường dựa trên các món truyền thống của Hà Lan, và dẫn đến tính đồng nhất được tăng lên trong chế độ ăn uống của người Hà Lan. Những giá trị được dạy ở hệ thống trường bao gồm tính tiết kiệm, cách cư xử đúng mực (ở bàn ăn), và ăn uống lành mạnh.

### Ảnh hưởng từ thuộc địa

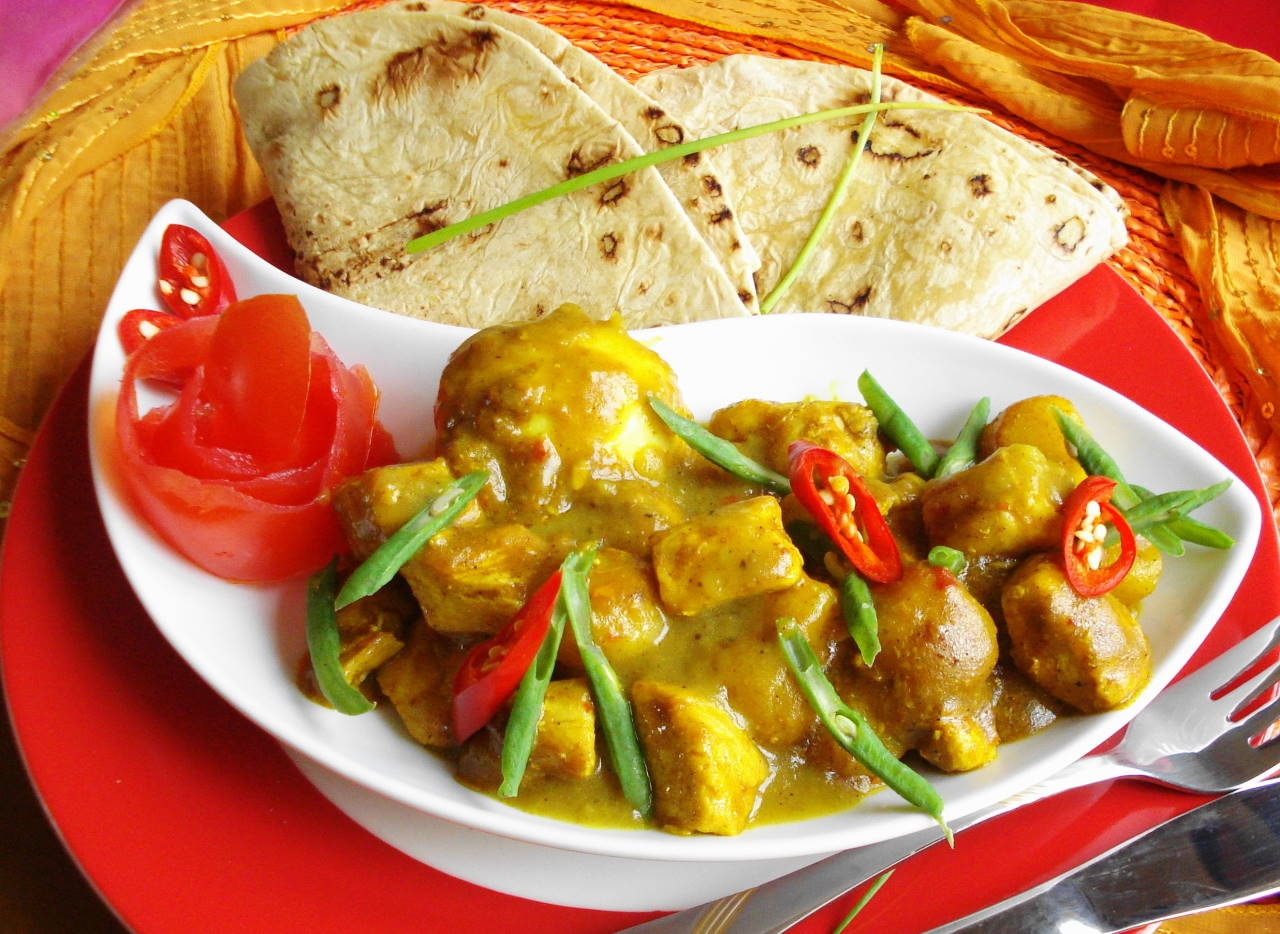
Roti của Suriname

### Bữa sáng và trưa

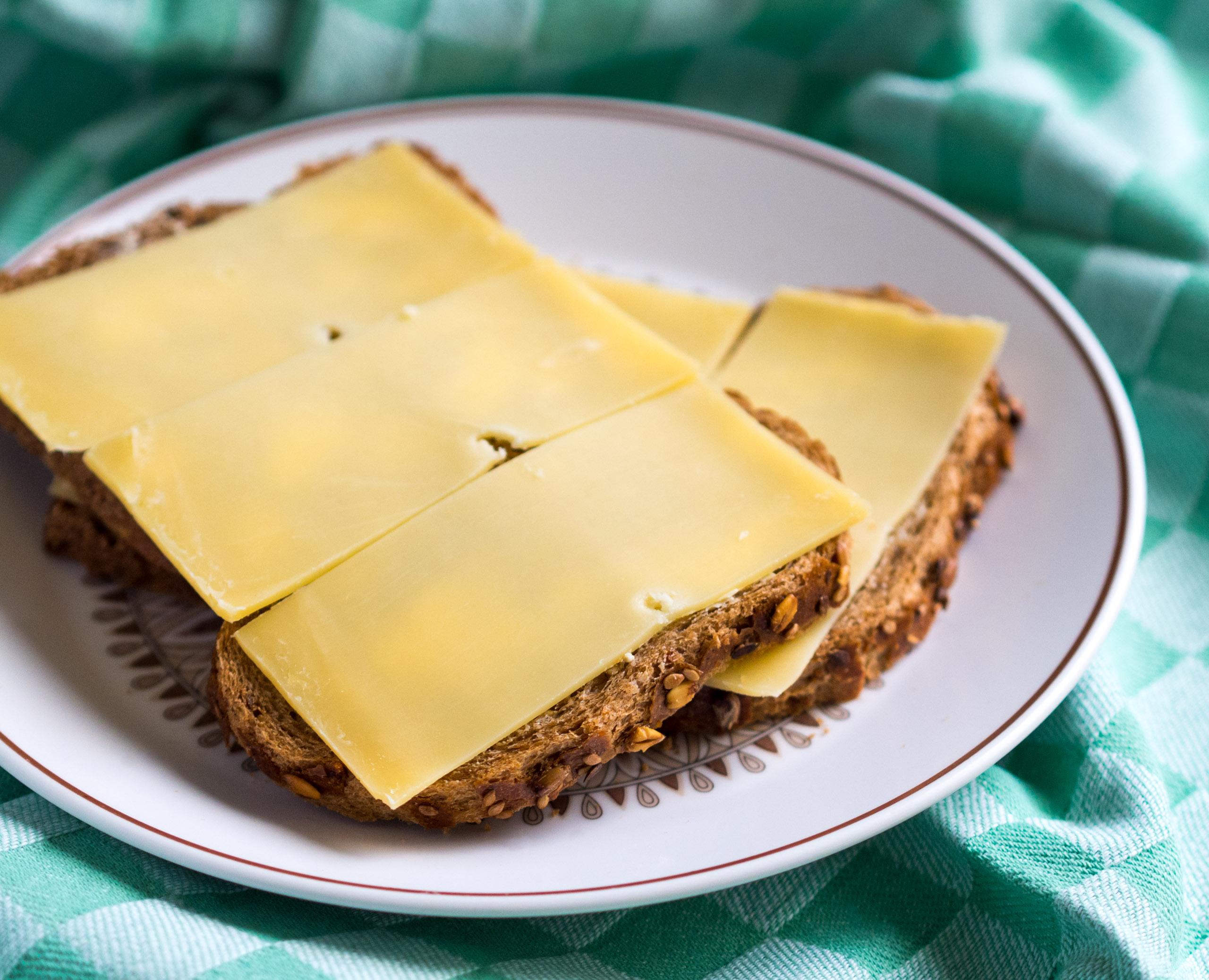
Boterham met oude kaas (bánh kẹp với pho mát "già")

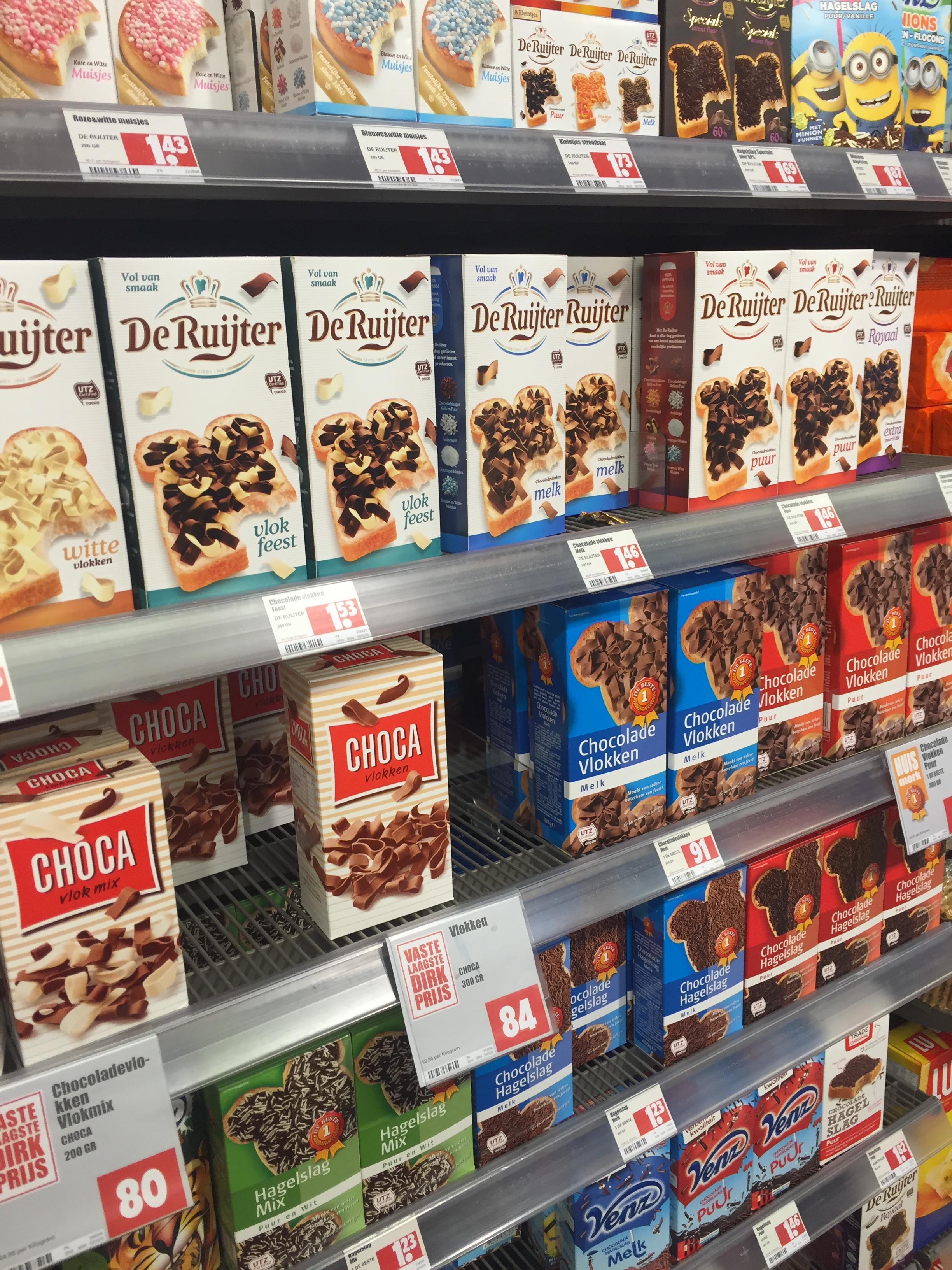
Hagelslag, muisjes và vlokken bầy trong 1 chợ ở Hà Lan

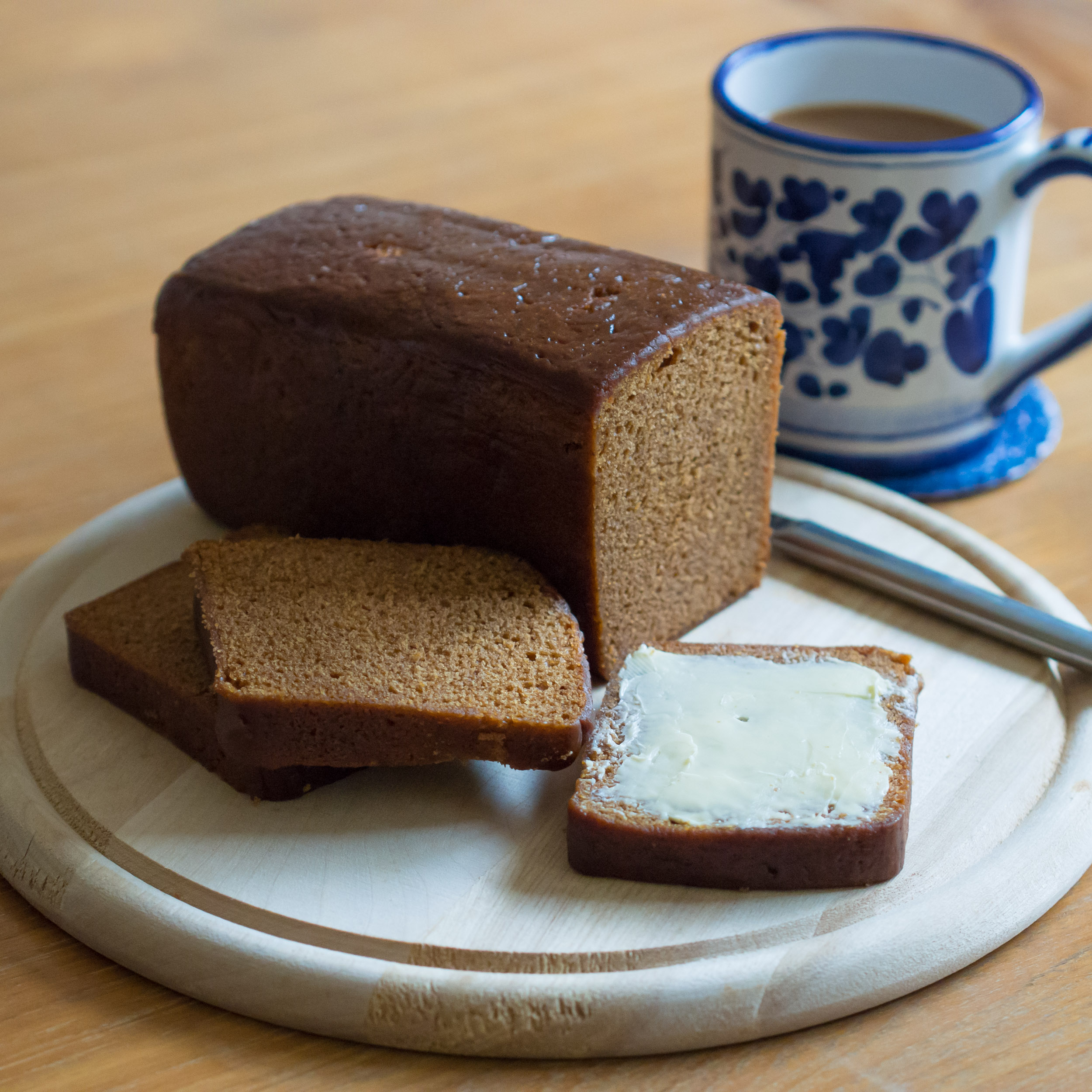
Kruidkoek, peperkoek, và ontbijtkoek là một trong vài tên gọi vùng miền của phiên bản địa phương của bánh mì gừng.

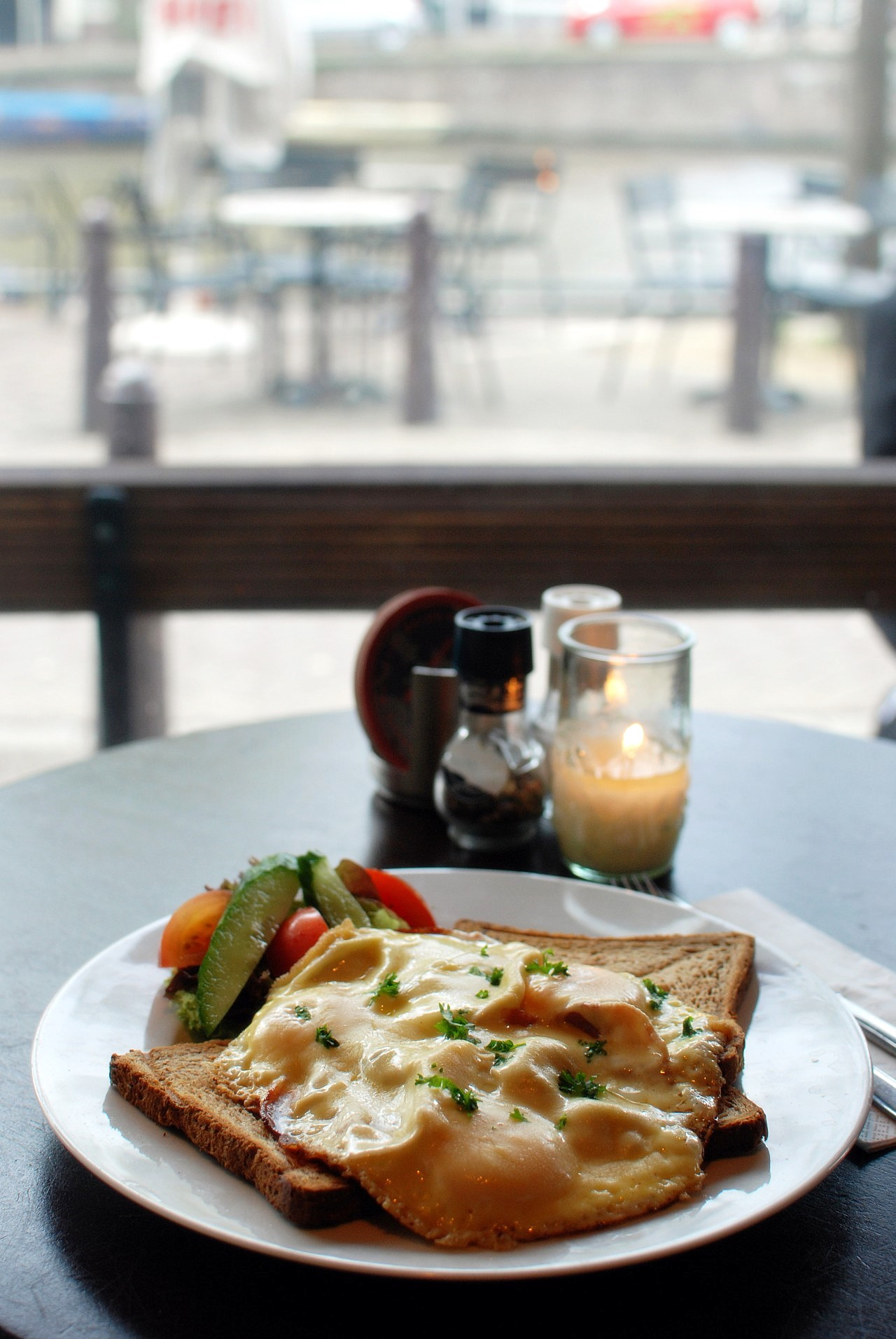
Uitsmijter spek en kaas: một cặp trứng rán với thịt muối và pho mát

### Bữa tối

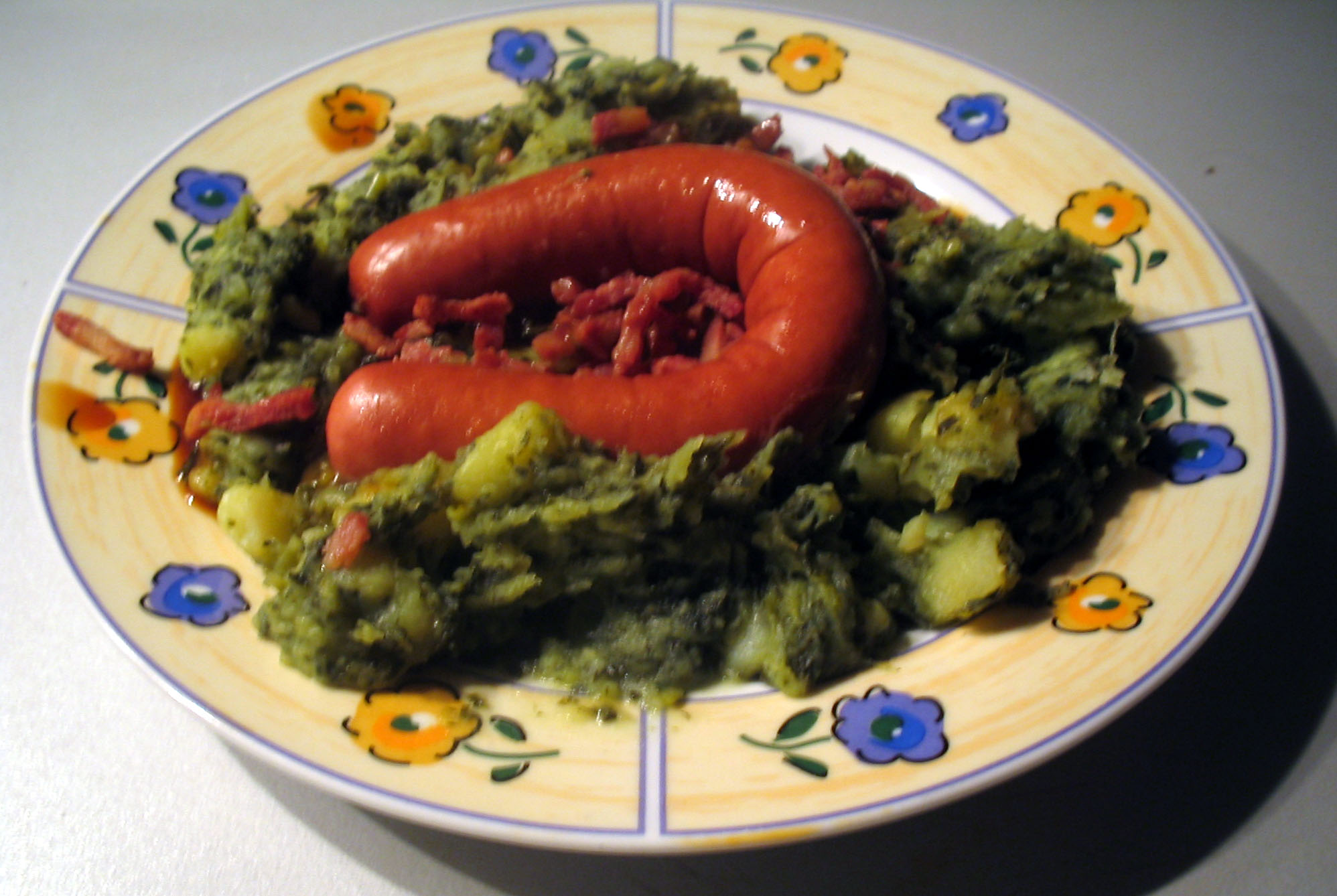
Boerenkoolstamppot, với rookworst

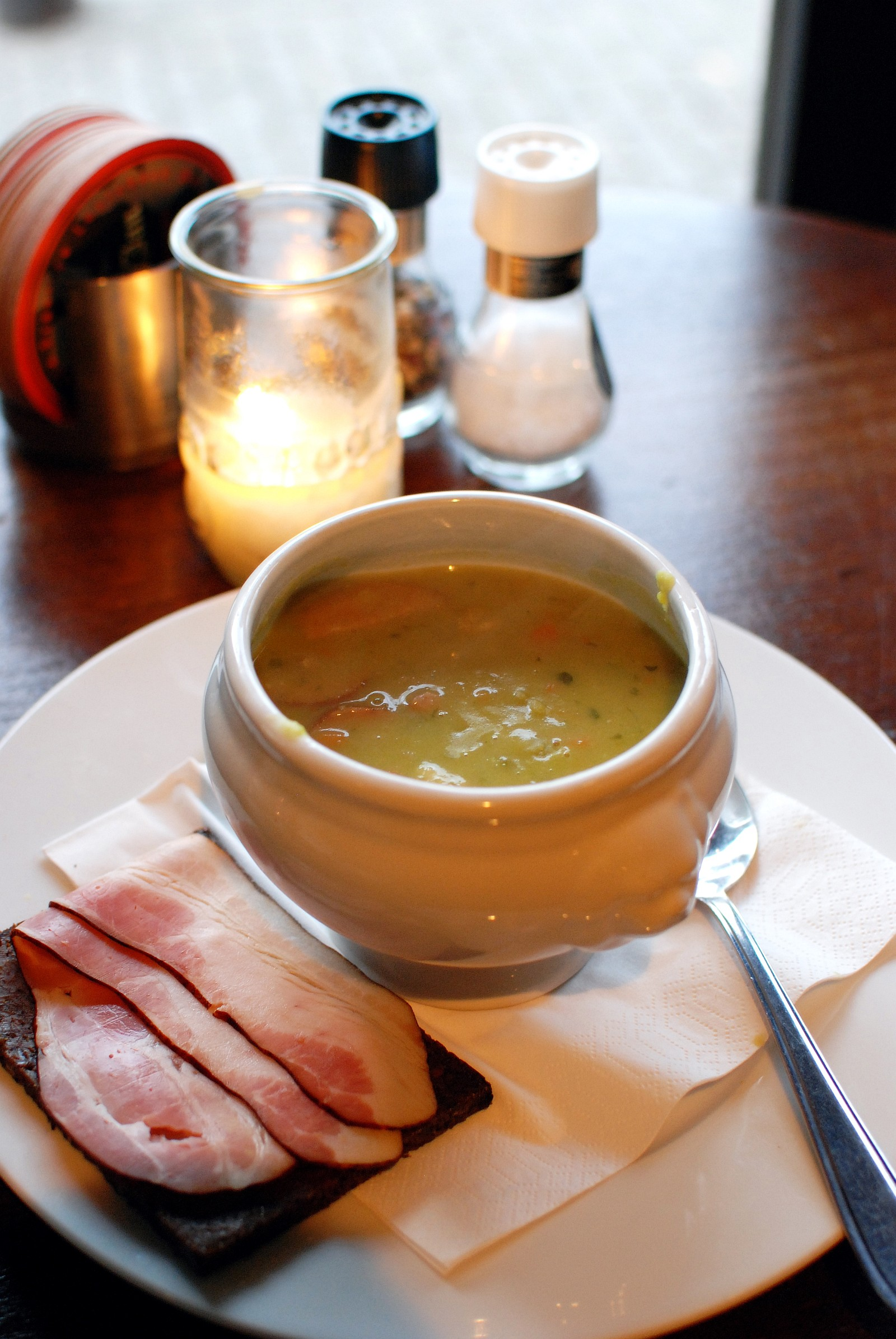
Súp đậu của Hà Lan, còn được gọi là snert

### Món tráng miệng

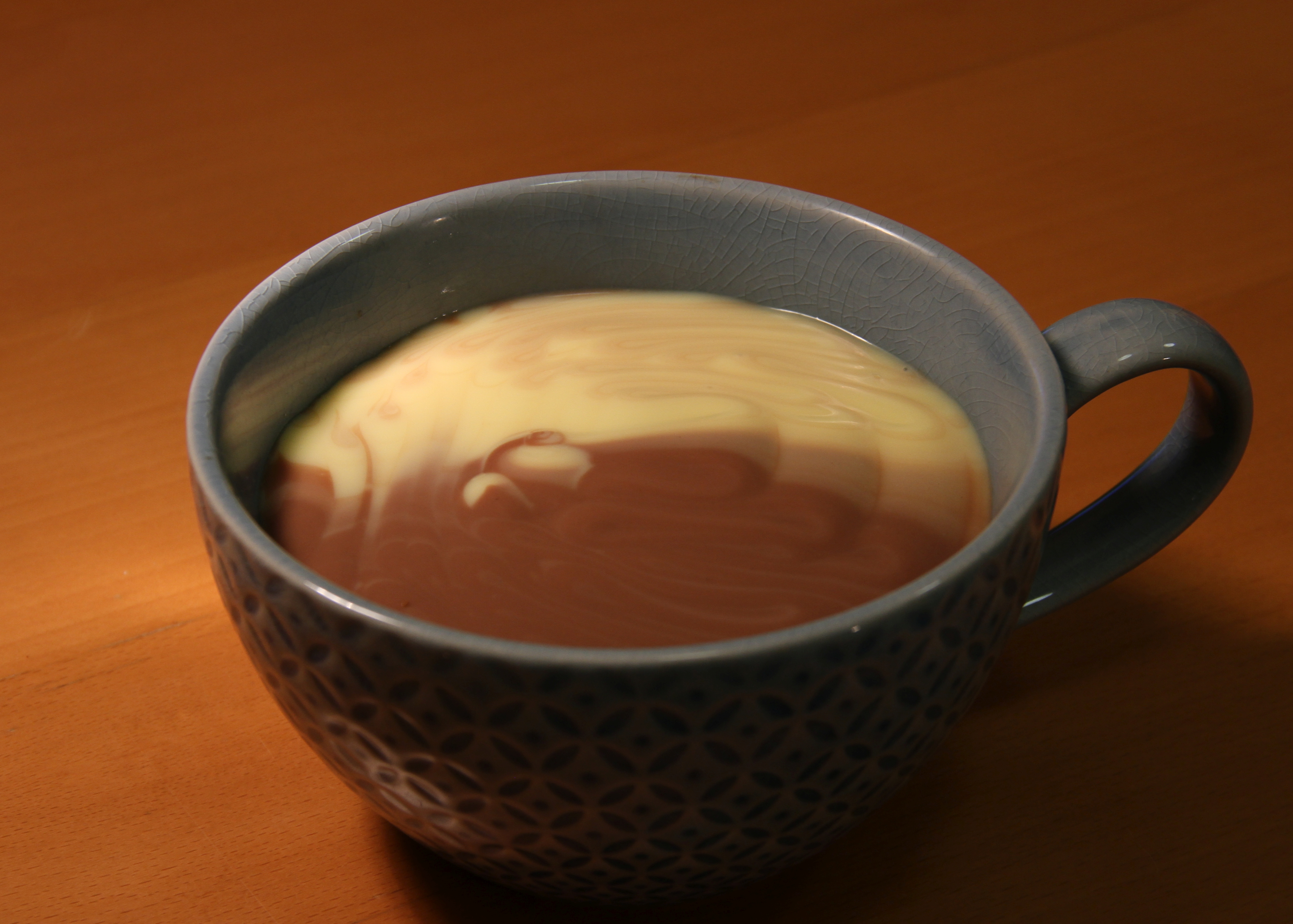
vla sô cô la và vani

### Đồ ngọt

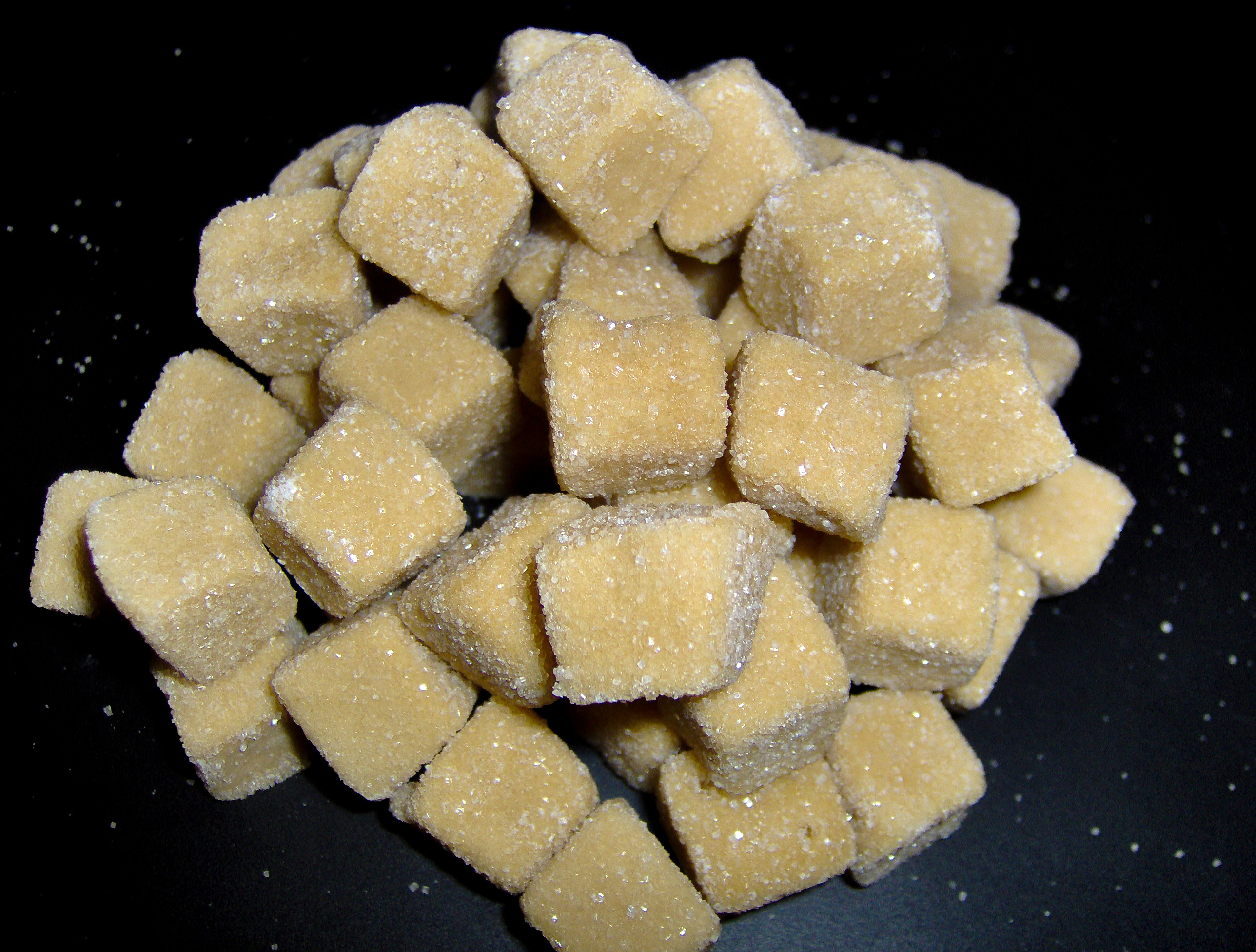
Griotten, một loại kẹo cam thảo ngọt mềm của Hà Lan

### Đồ uống có cồn

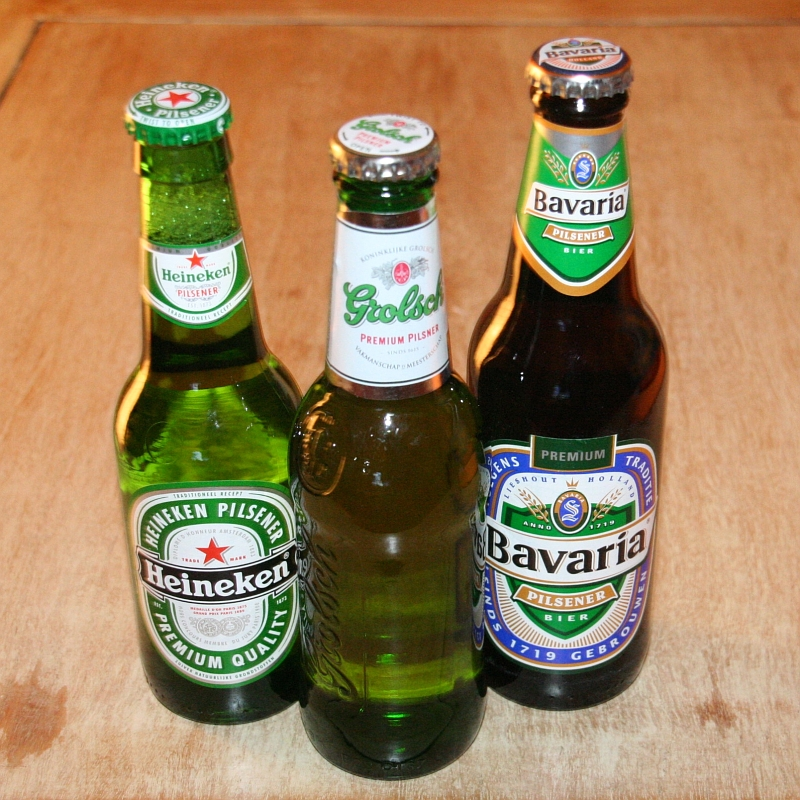
Bia Heineken, Grolsch, và Bavaria

### Đồ ăn nhanh

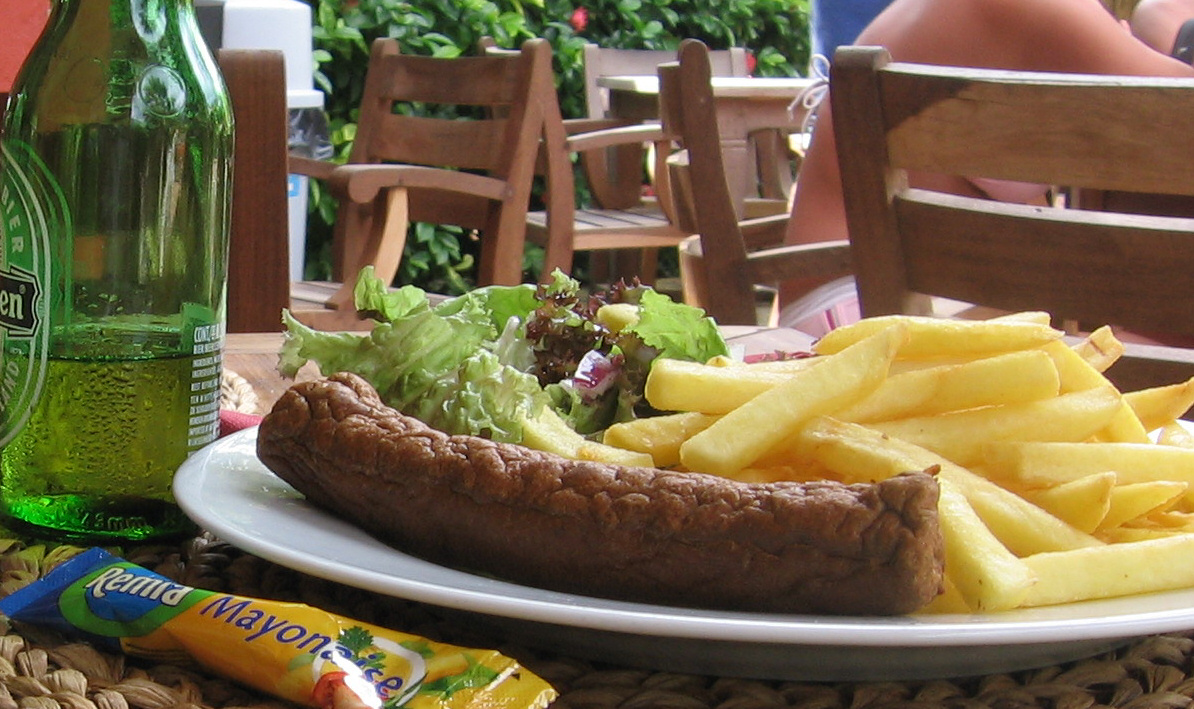
Frikandel với khoai tây rán
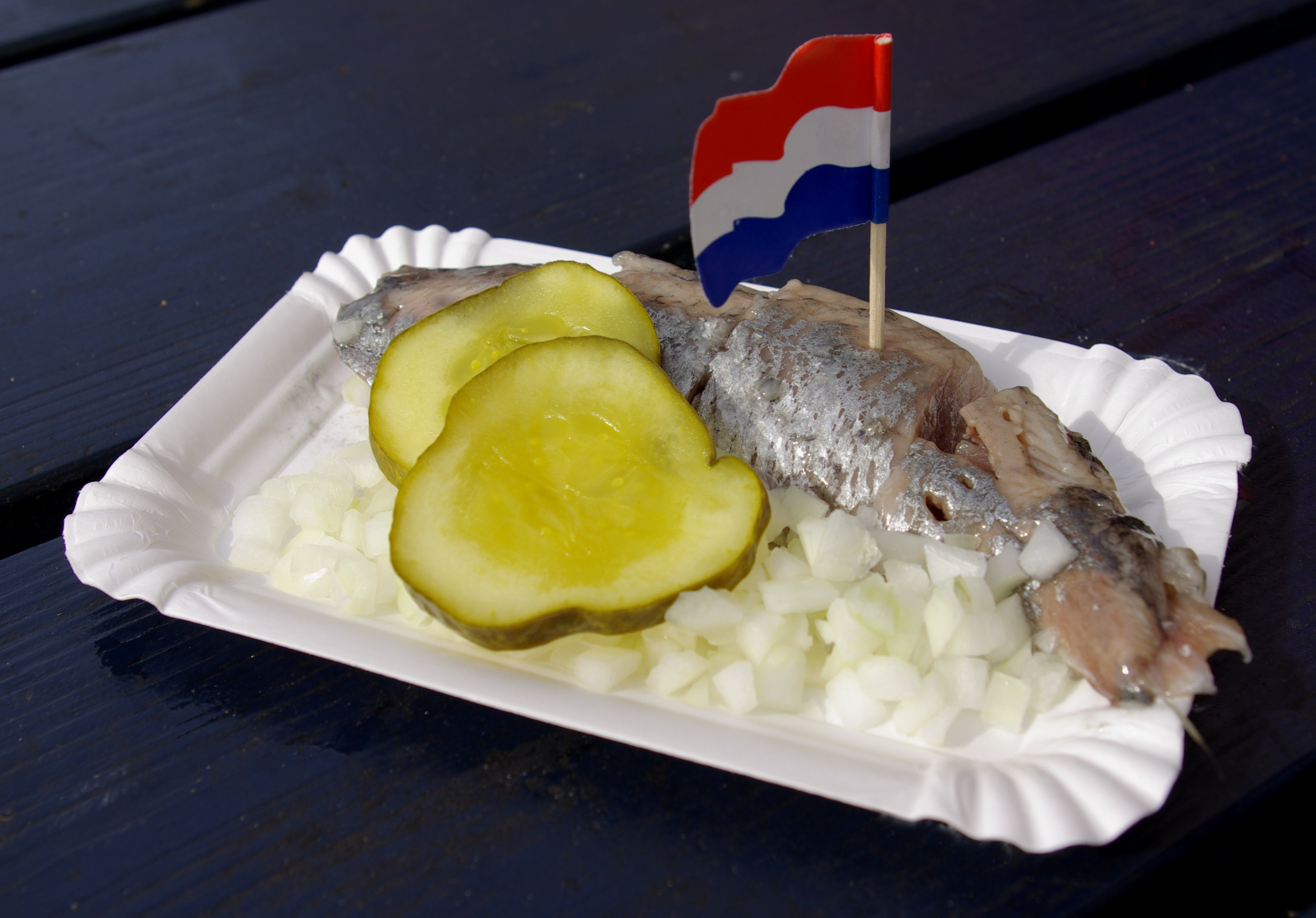
Hollandse nieuwe, cá trích sống "mới"
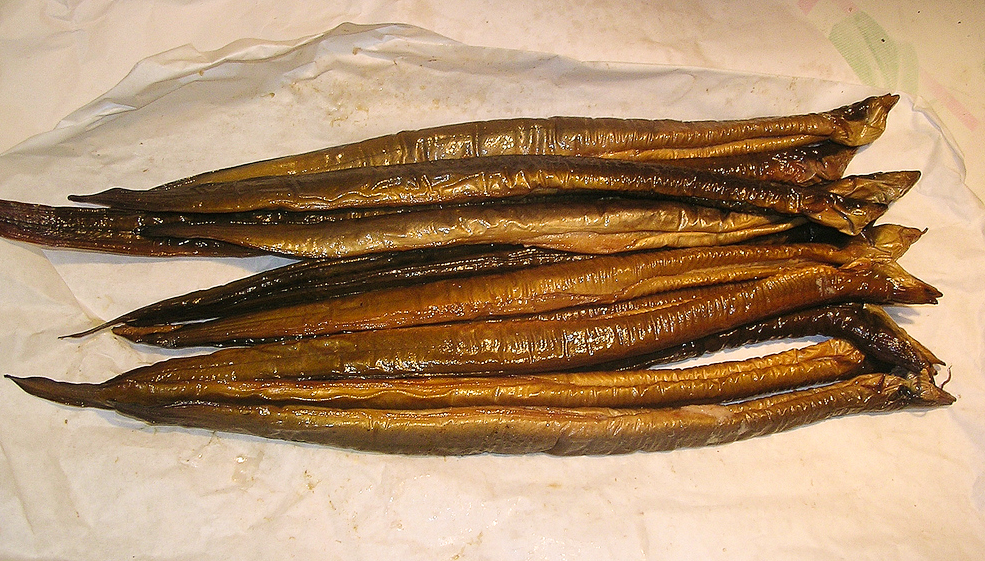
Gerookte paling, lươn hun khói

## Hình ảnh

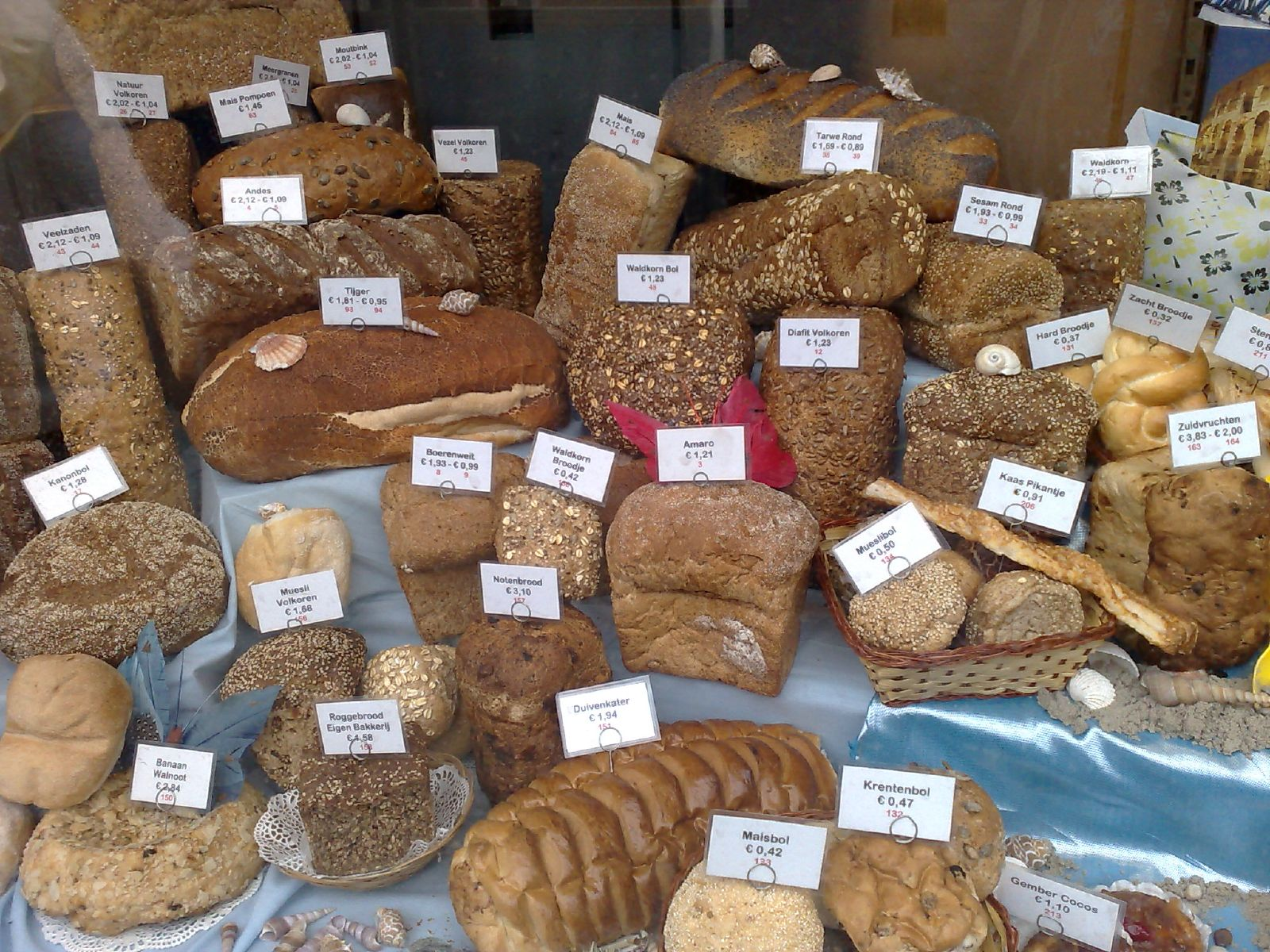
Với hai bữa trong ngày bằng bánh mì, có rất nhiều loại bánh mì.
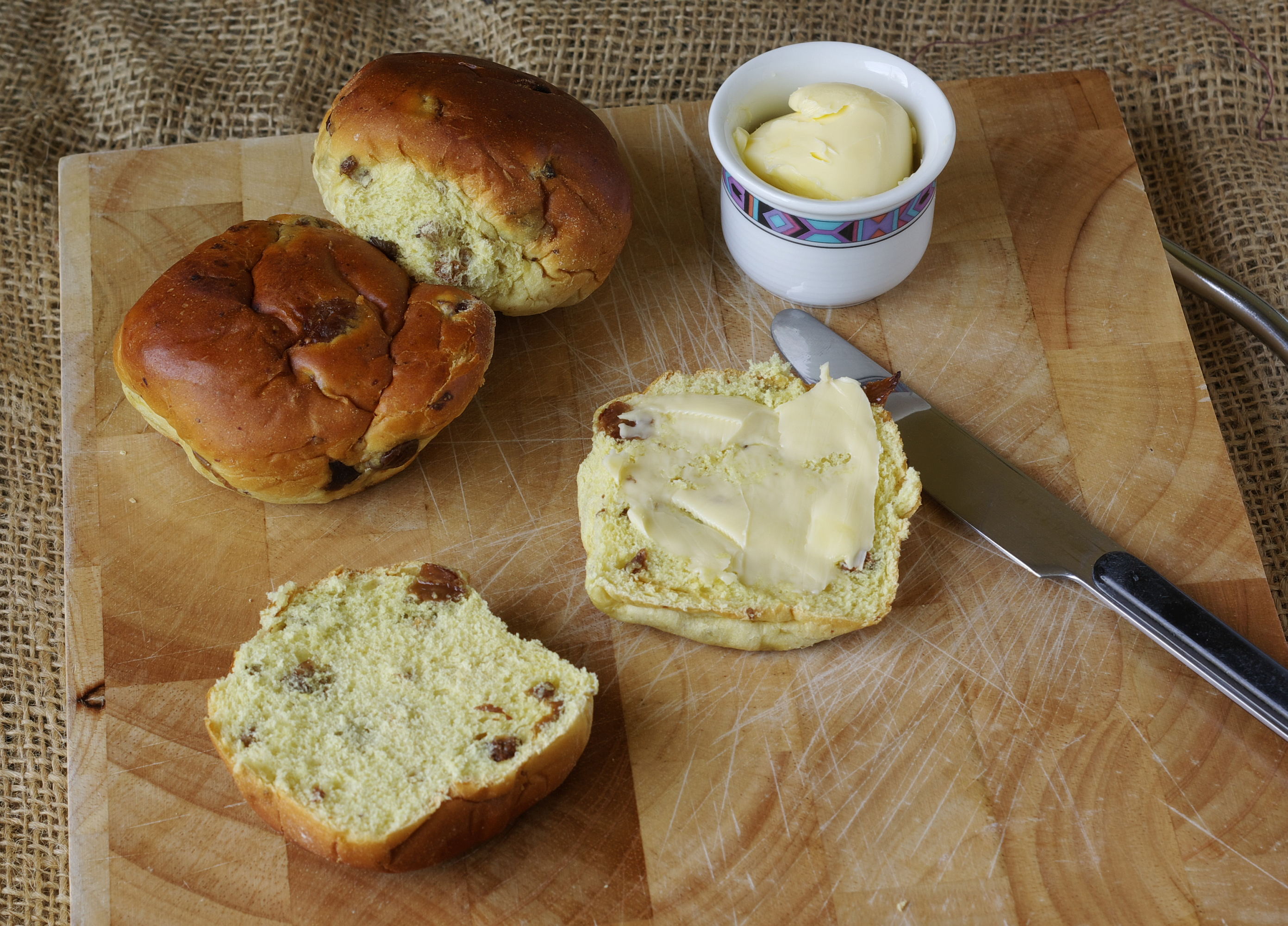
Krentenbollen (bánh lý chua) đôi khi được ăn với bơ nhưng cũng có lúc với pho mát, dùng làm bữa sáng, bữa chưa hoặc một món ăn nhẹ.
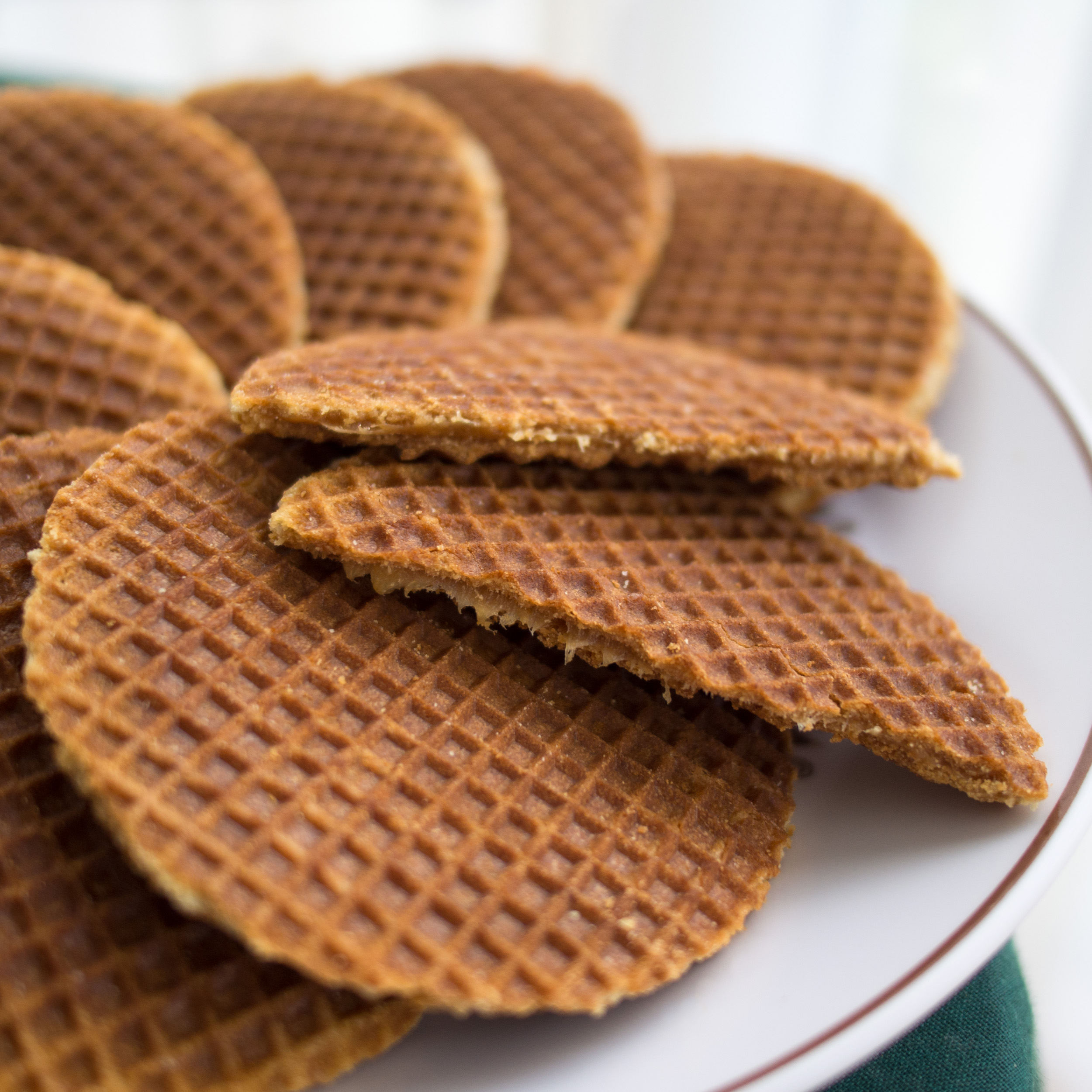
Stroopwafel (waffle xi-rô) là một món gồm waffles với xi-rô caramen ở giữa.
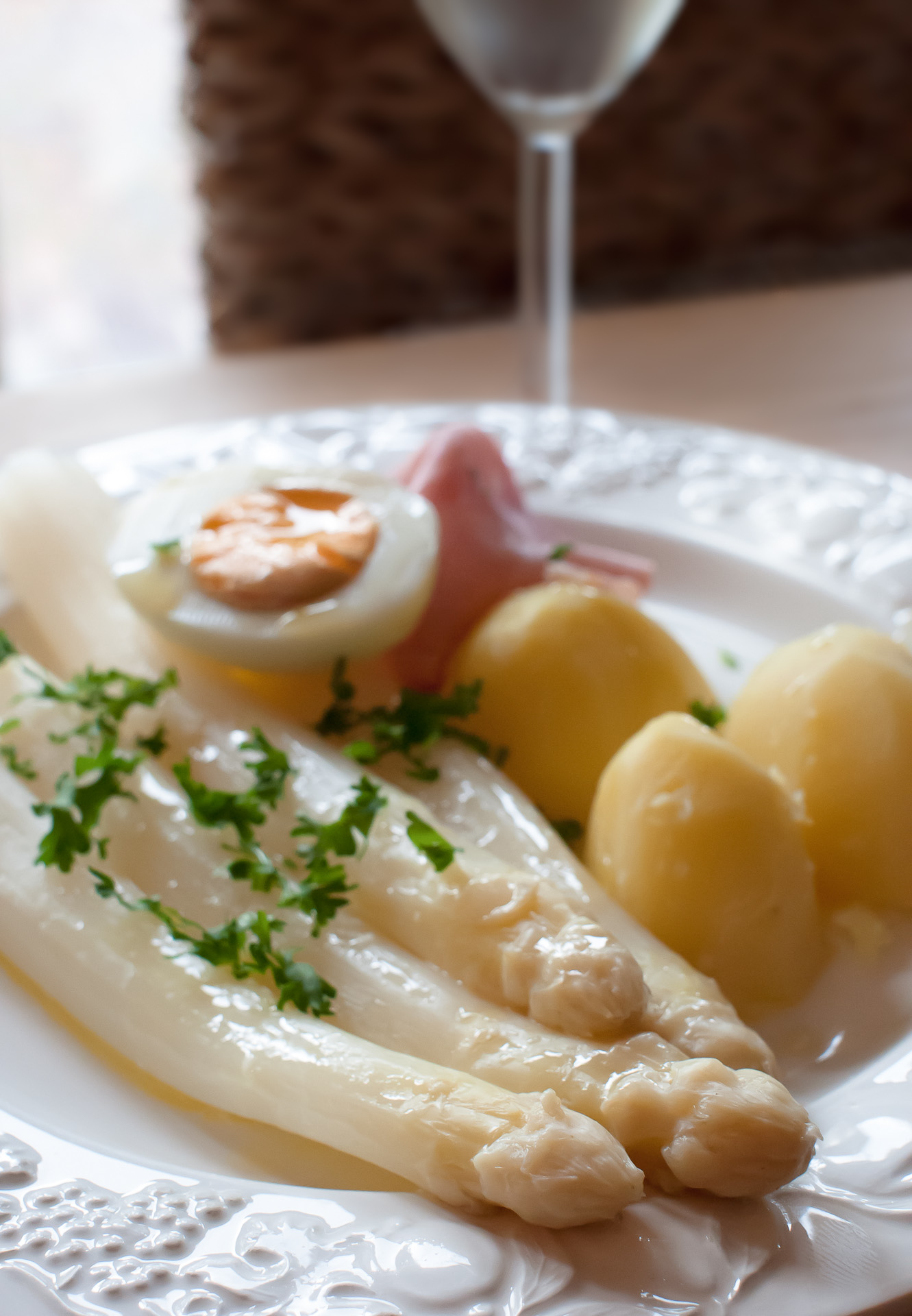
Một món ăn theo mủa, măng tây thường được ăn với giăm bông, trứng, khoai tây hoặc xốt bơ.
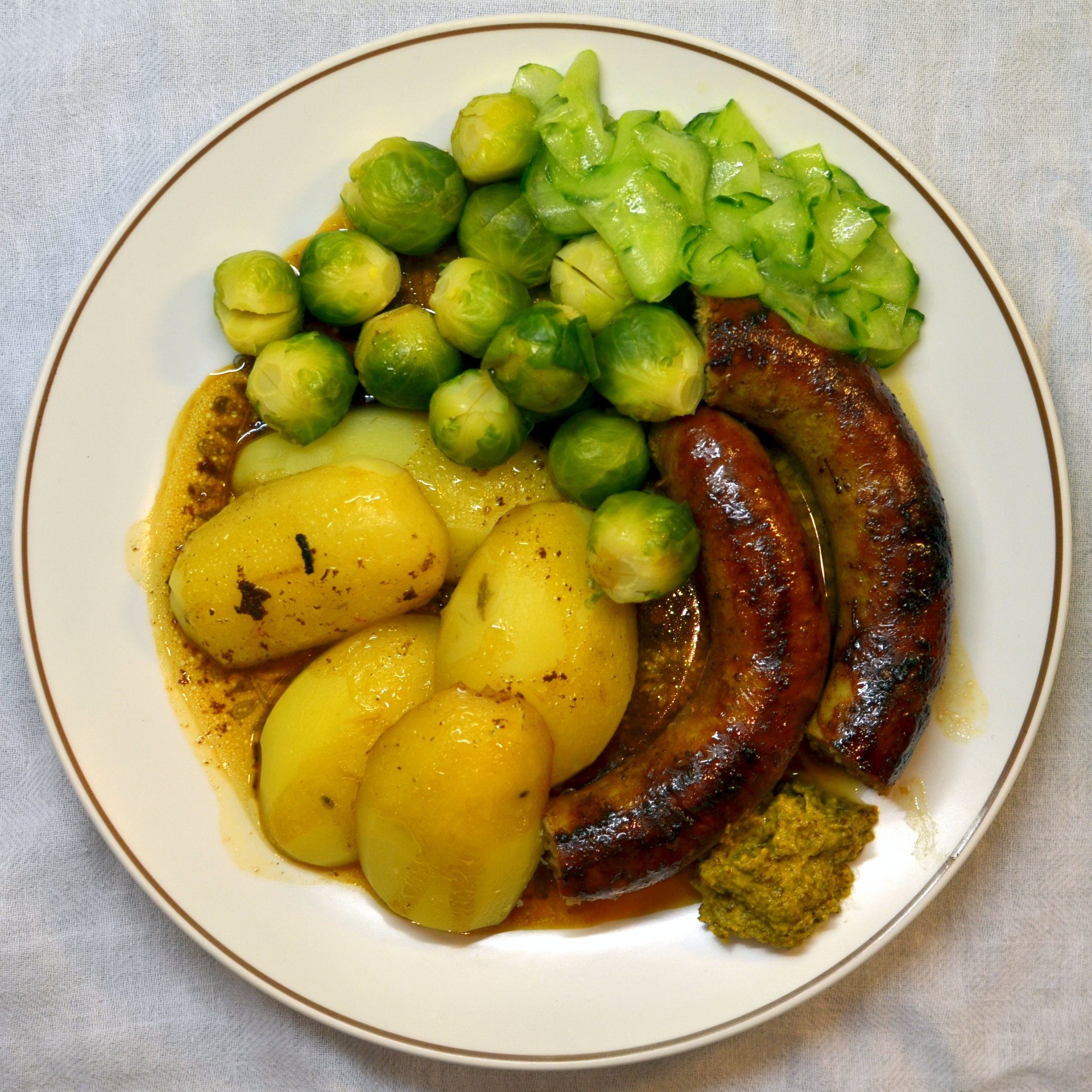
Một bữa ăn Hà Lan đơn giản bao gồm thịt, khoai tây, nước thịt, một loại rau luộc và đôi khi có một ít salad.
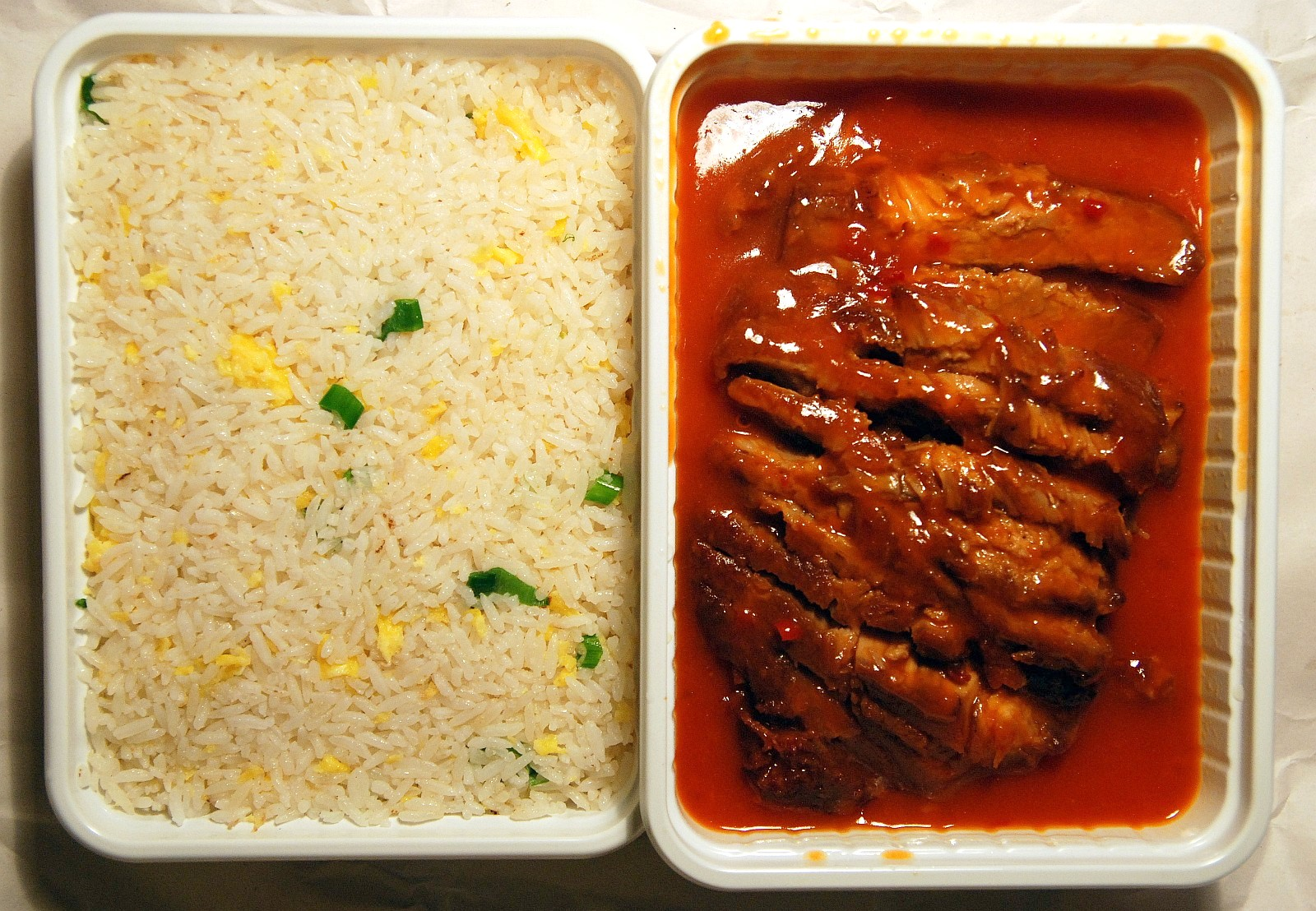
Babi panggang speciaal có vẻ là một món có nguồn gốc Indonesia gốc Hoa, có thể được tạo ra ở Hà Lan.
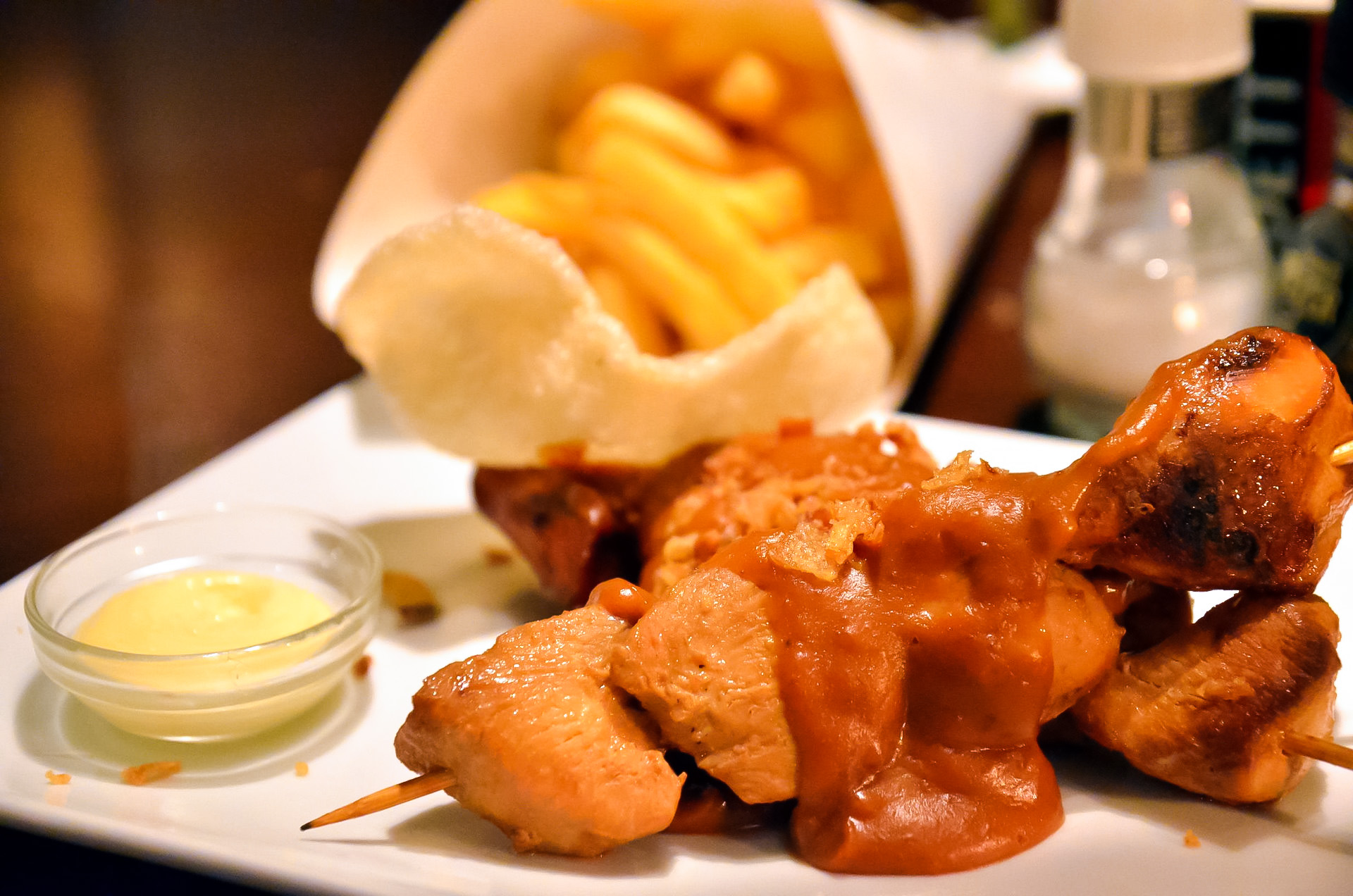
Saté là một món ăn Indonesia khác được nhập vào ẩm thực Hà Lan.
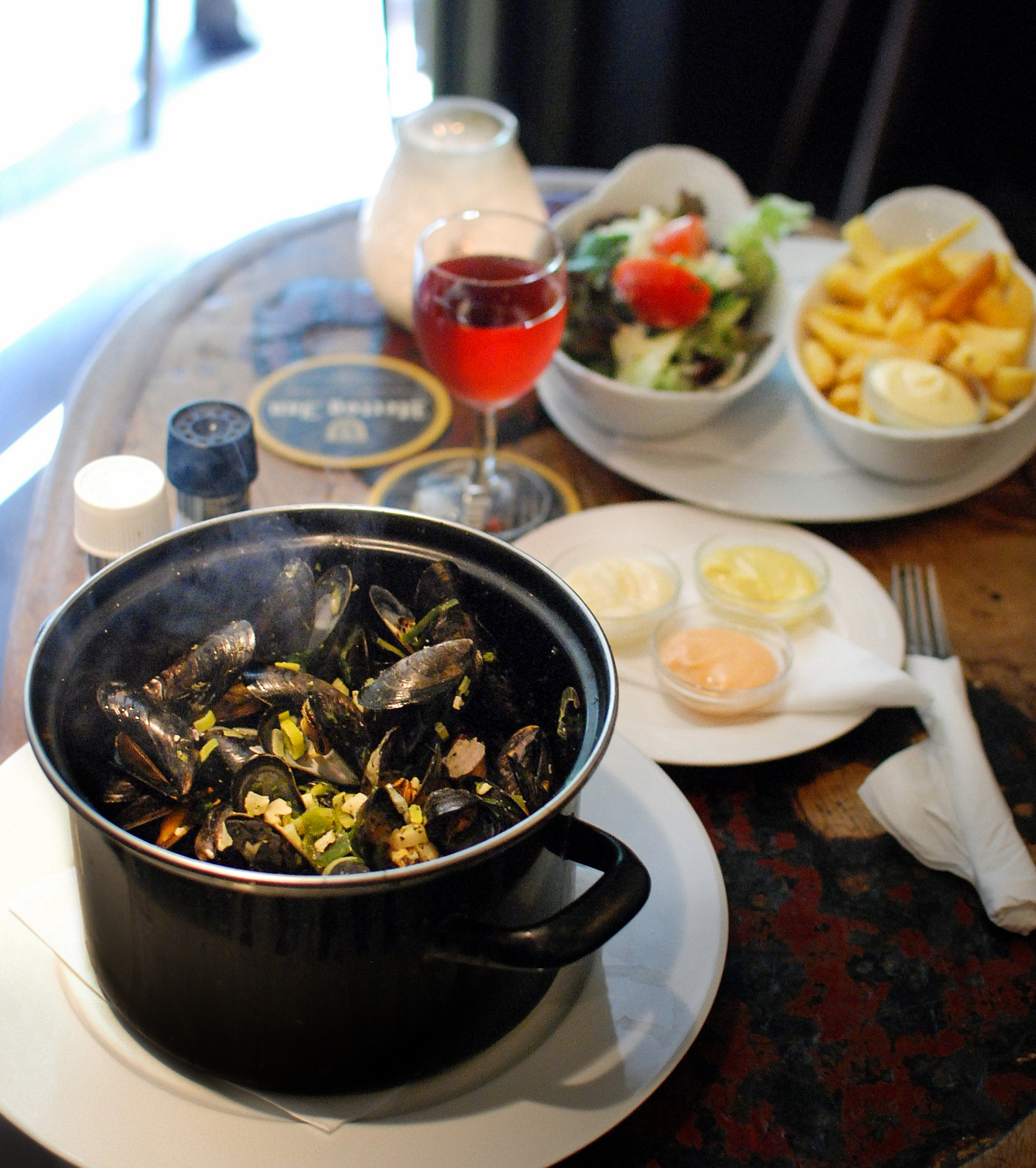
Trai thường được dùng với khoai tây rán và nước chấm.
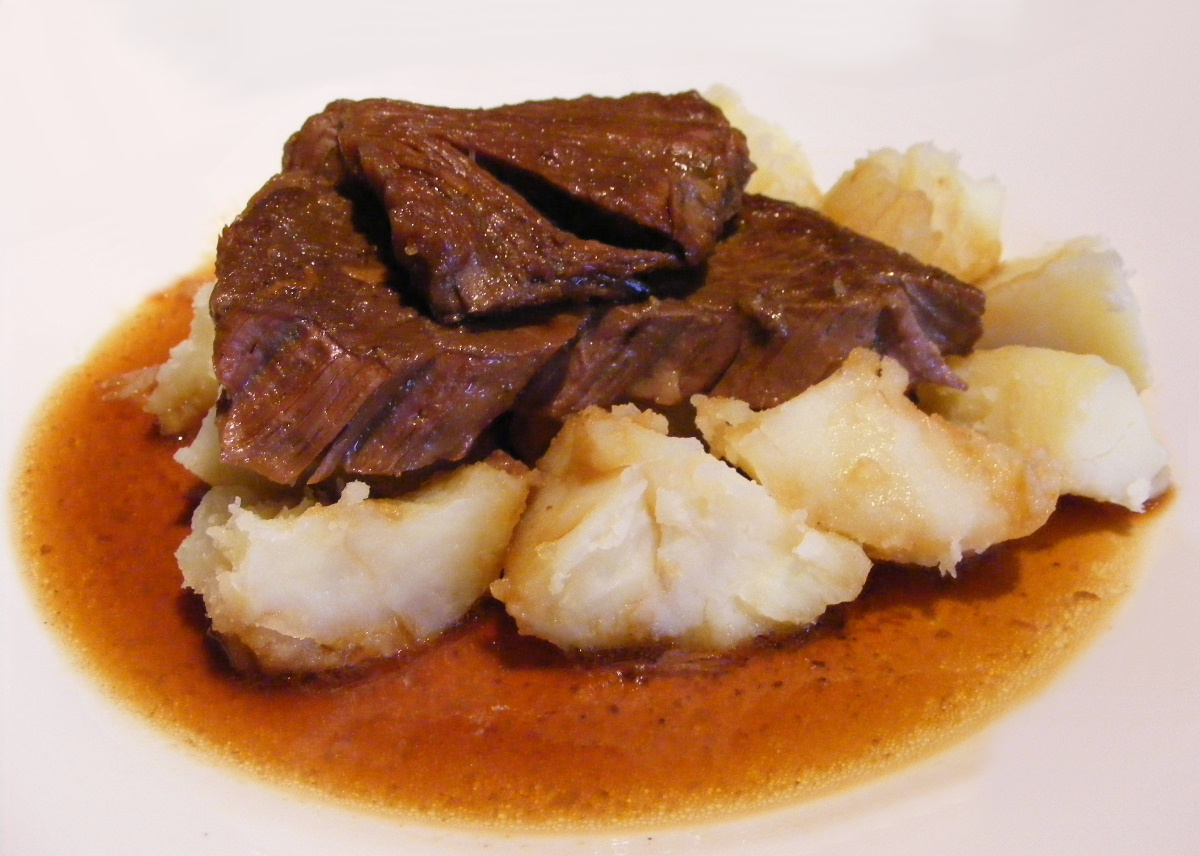
Sudderlapjes là thịt bò đun âm ỉ, thường được dùng với khoai tây.
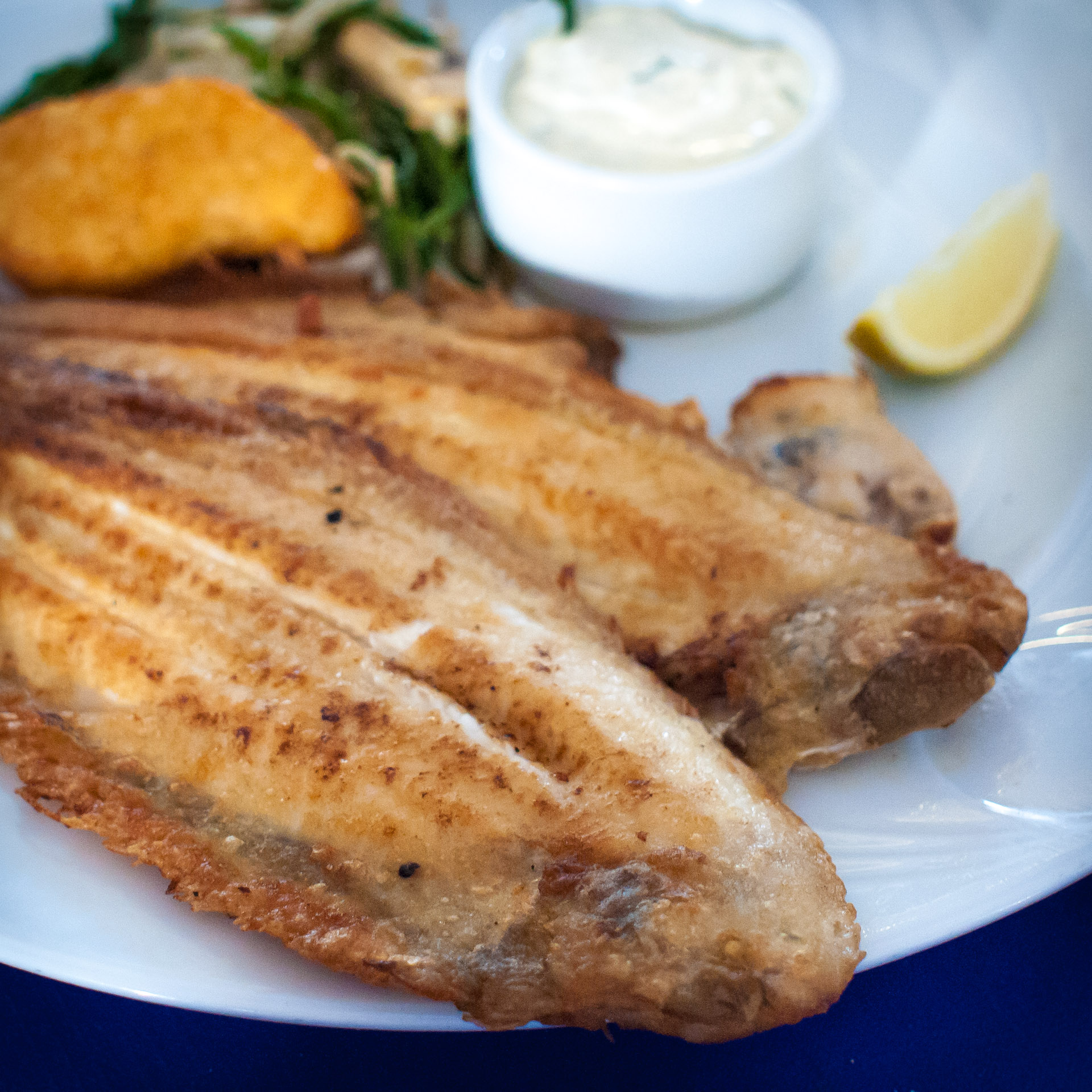
Gebakken sliptong: cá sole nhỏ rán bơ.
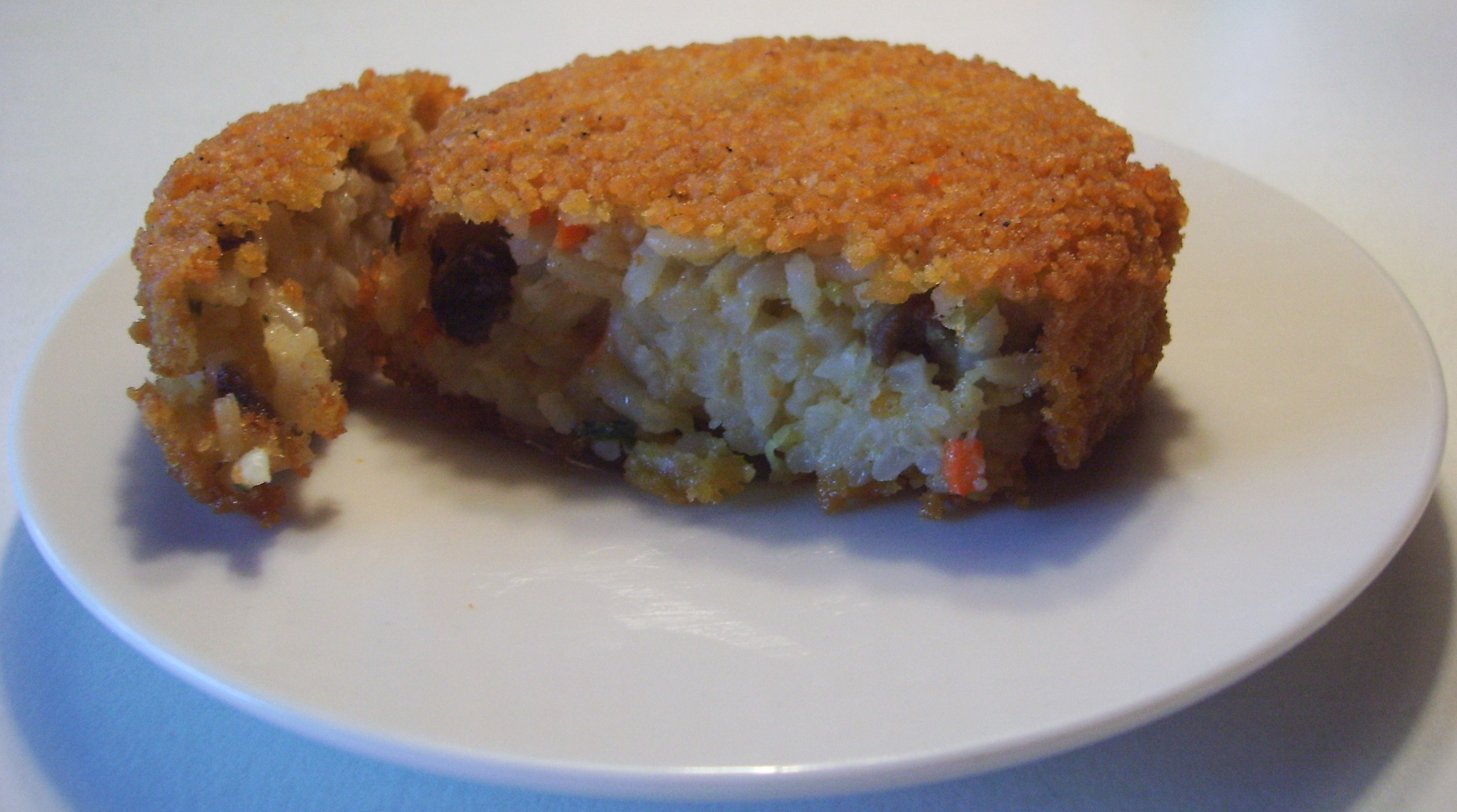
A nasischijf được cắt ra cho thấy cơm bên trong, là một món chiên ngập dầu để ăn nhẹ.
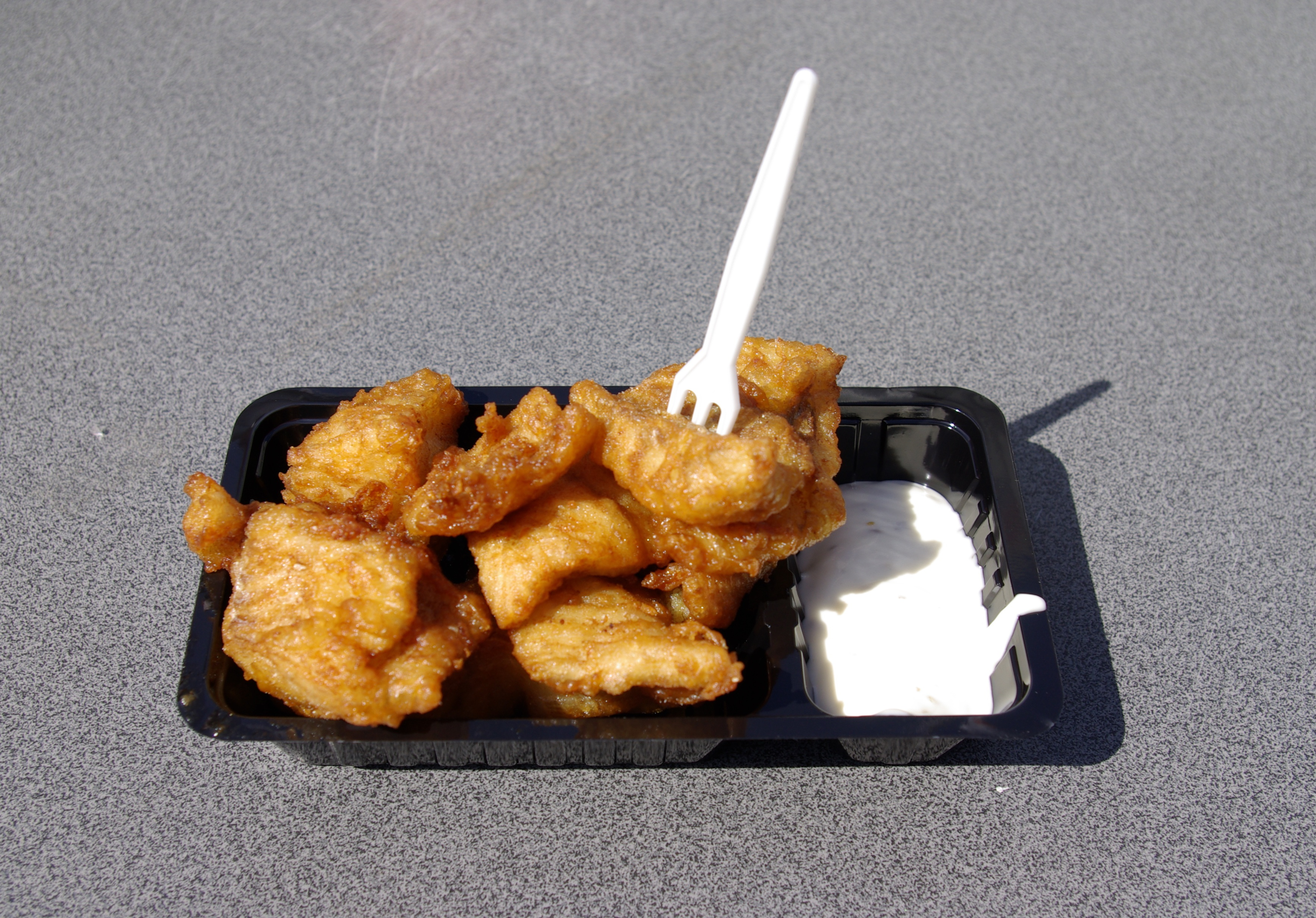
Kibbeling là cá nhào bột chiên ngập dầu, nó là một món ăn nhẹ bổ biến
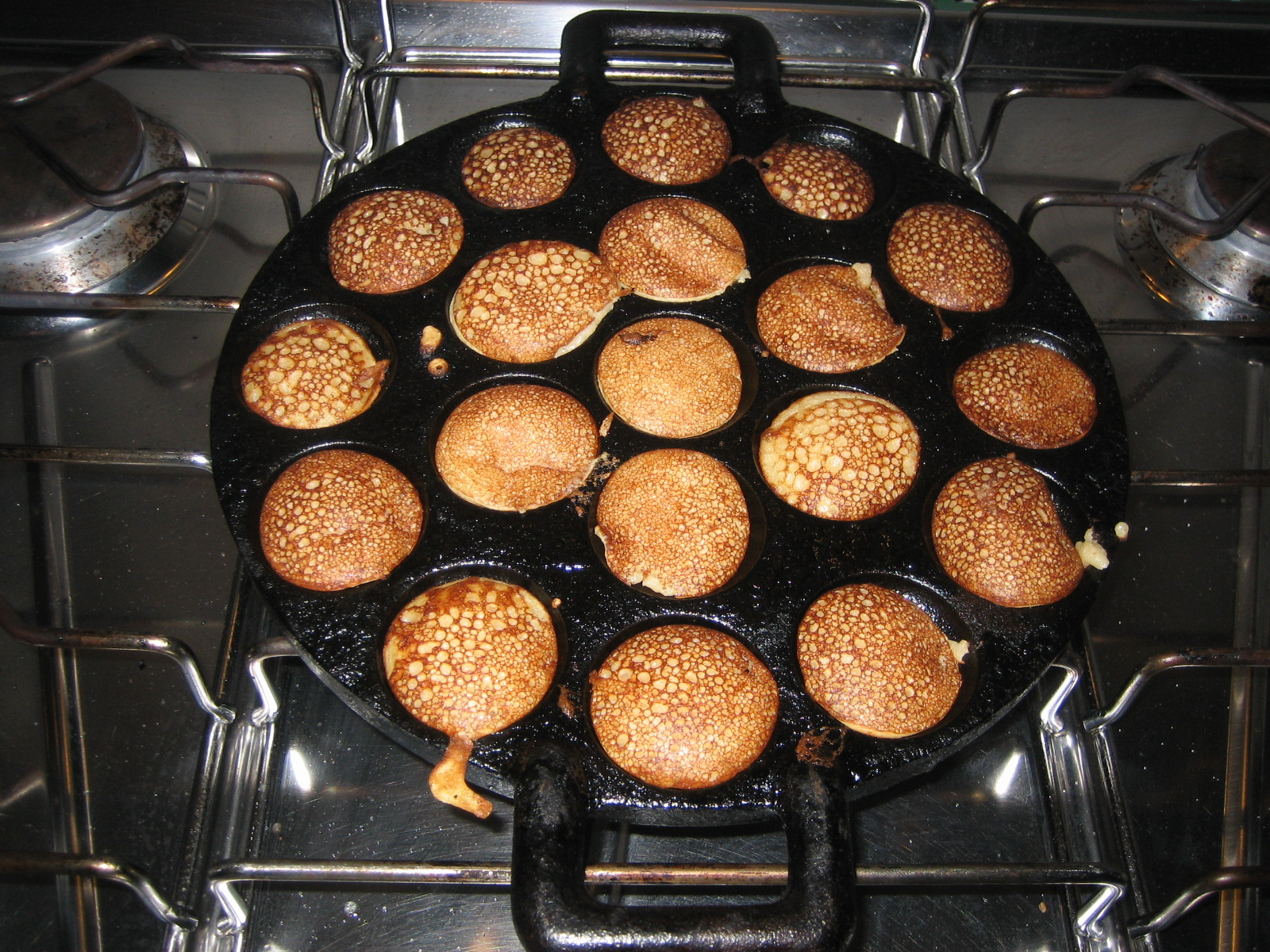
Poffertjes được làm trong dịp đặc biệt, còn được gọi là poffertjespan
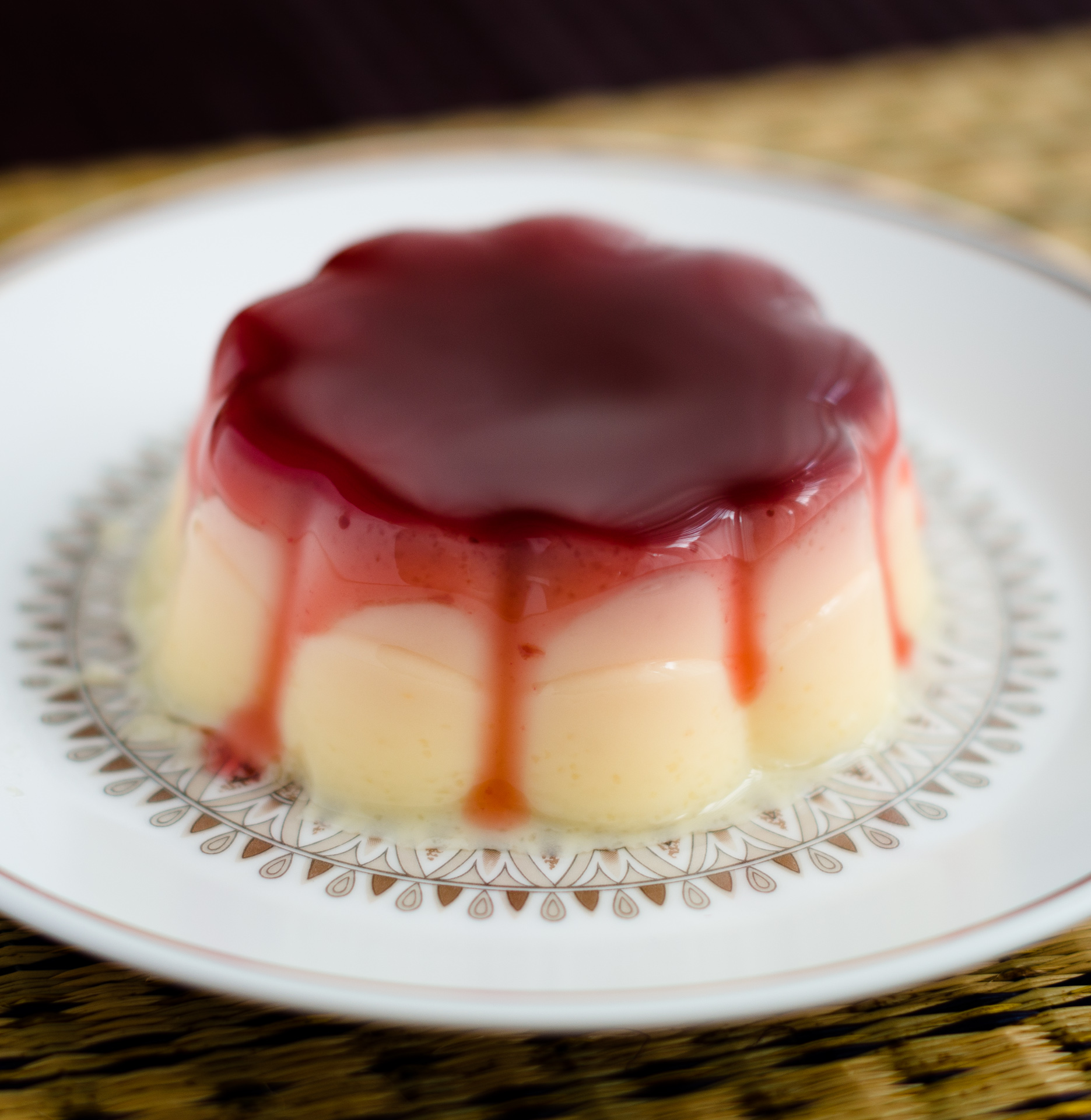
Griesmeelpudding met rode bessensaus là pudding semolina dùng với xốt lý chua đỏ.
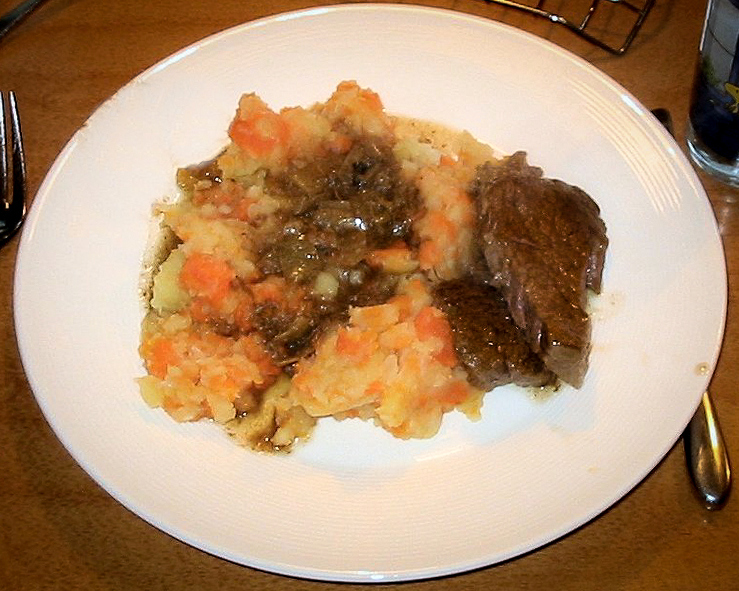
Hutspot
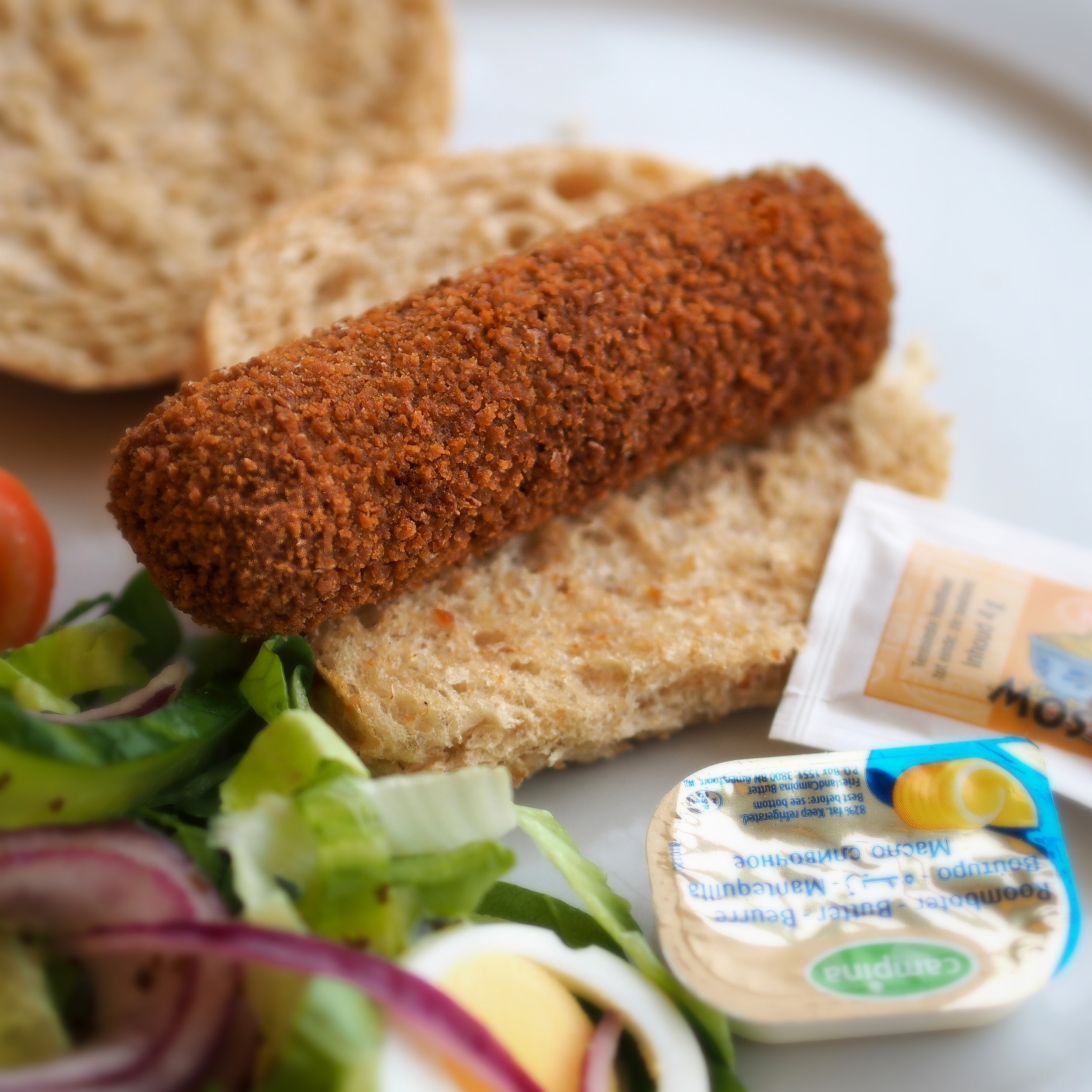
Broodje kroket dùng làm bữa trưa.
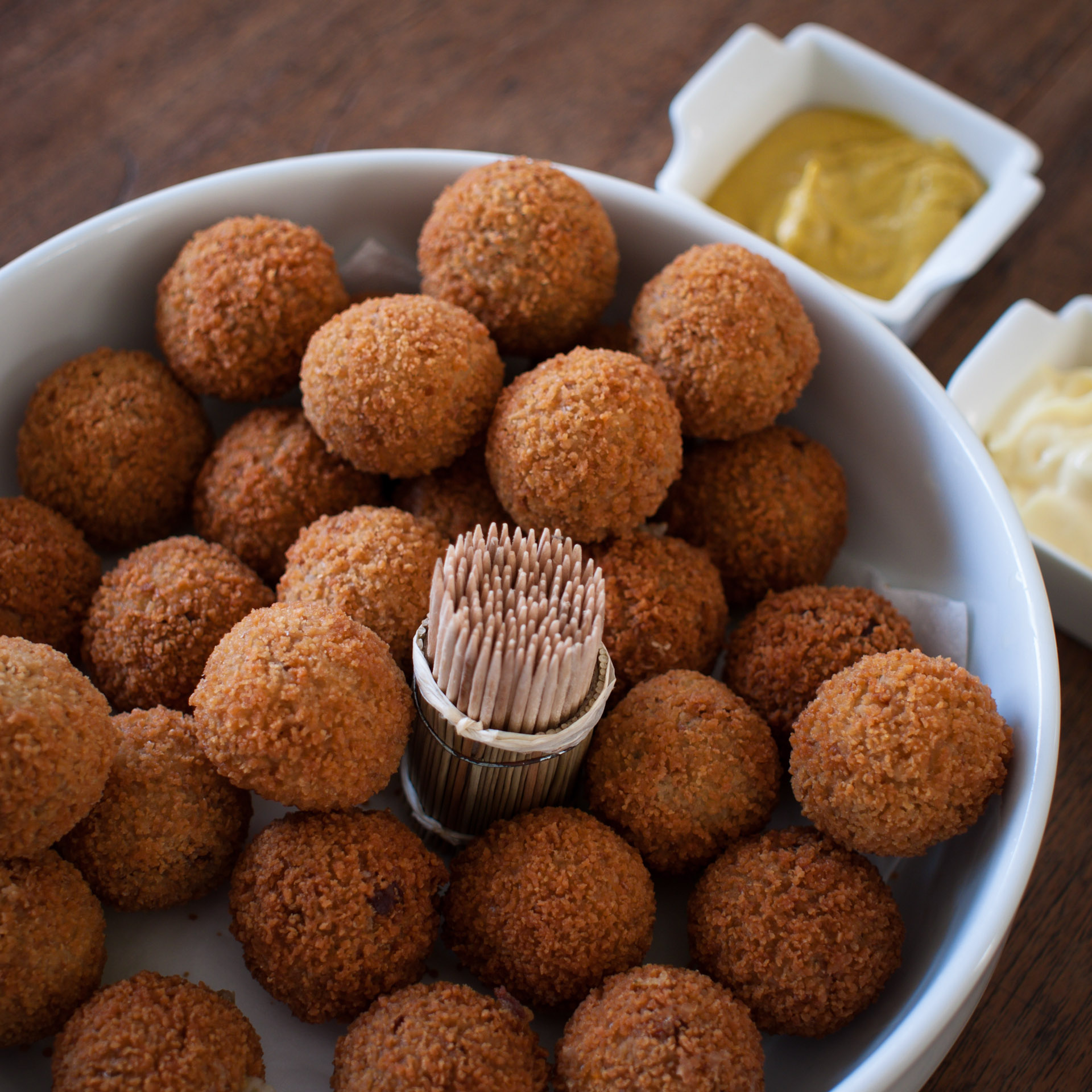
Bitterballen là đồ ăn nhẹ nhỏ giống với loại lớn là kroketten và thường được dùng với mù tạt.
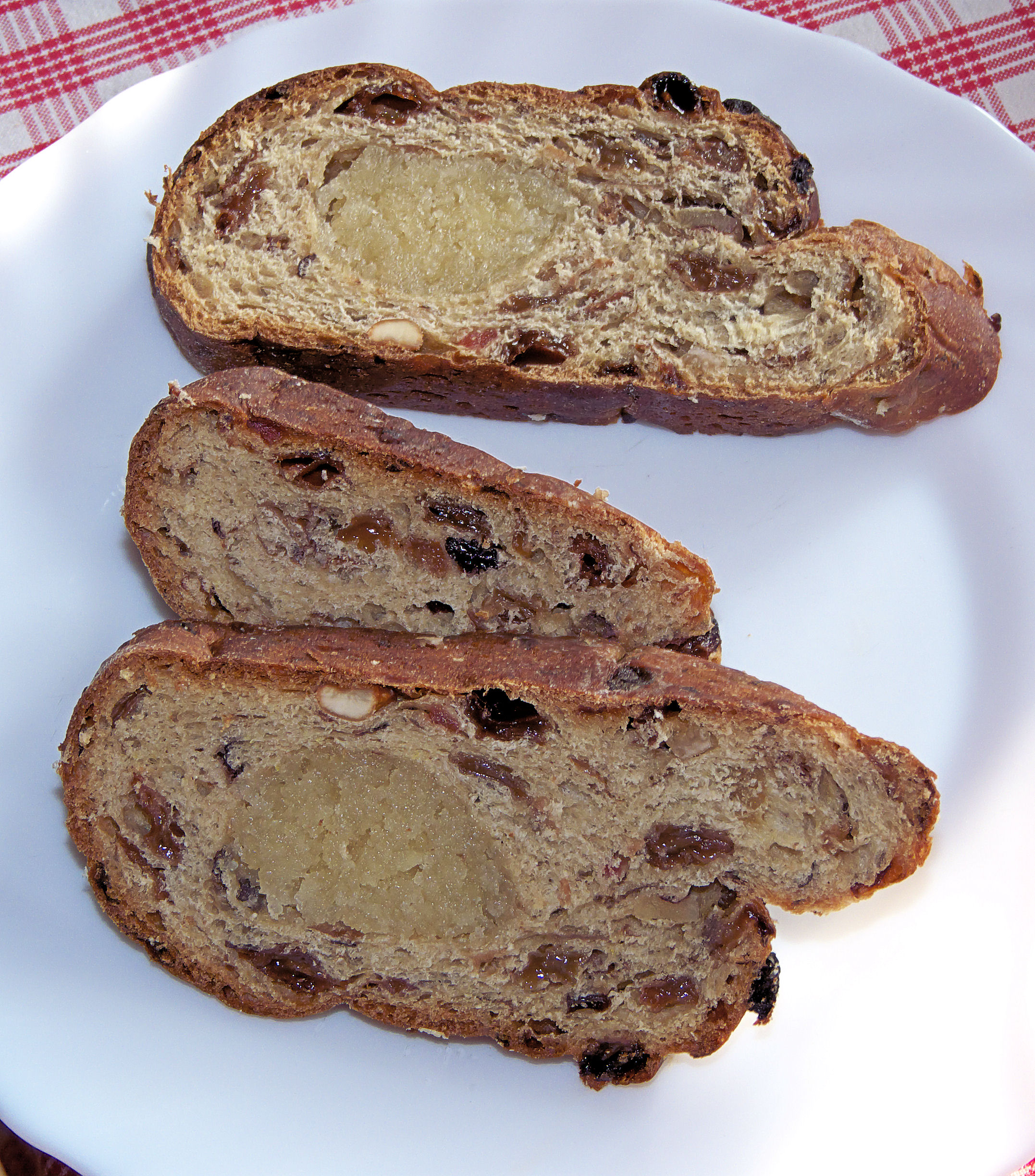
Những lát kerststol có tương hạnh nhân ở giữa.
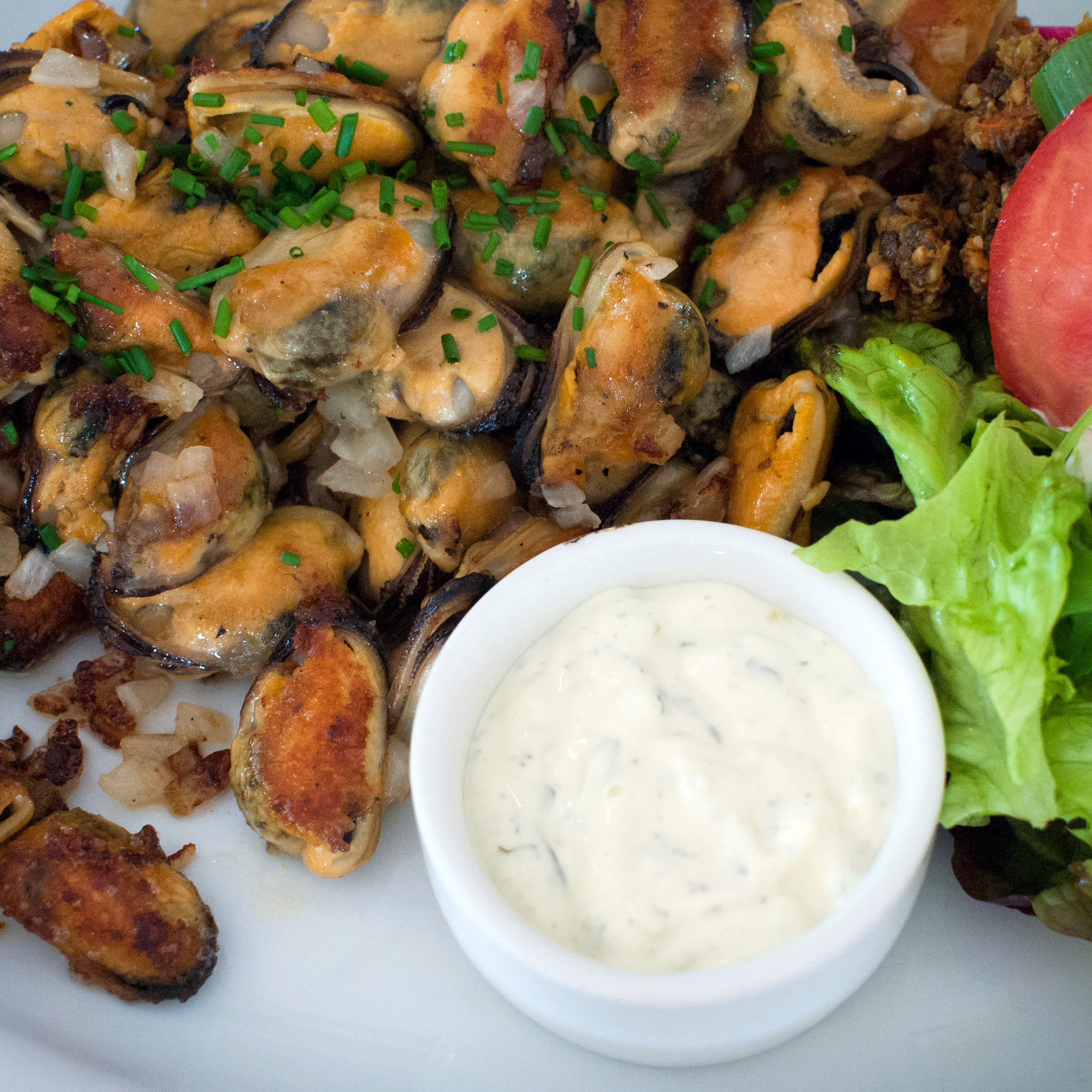
Gebakken mosselen (trai rán) trai rán với hành tây và bơ.
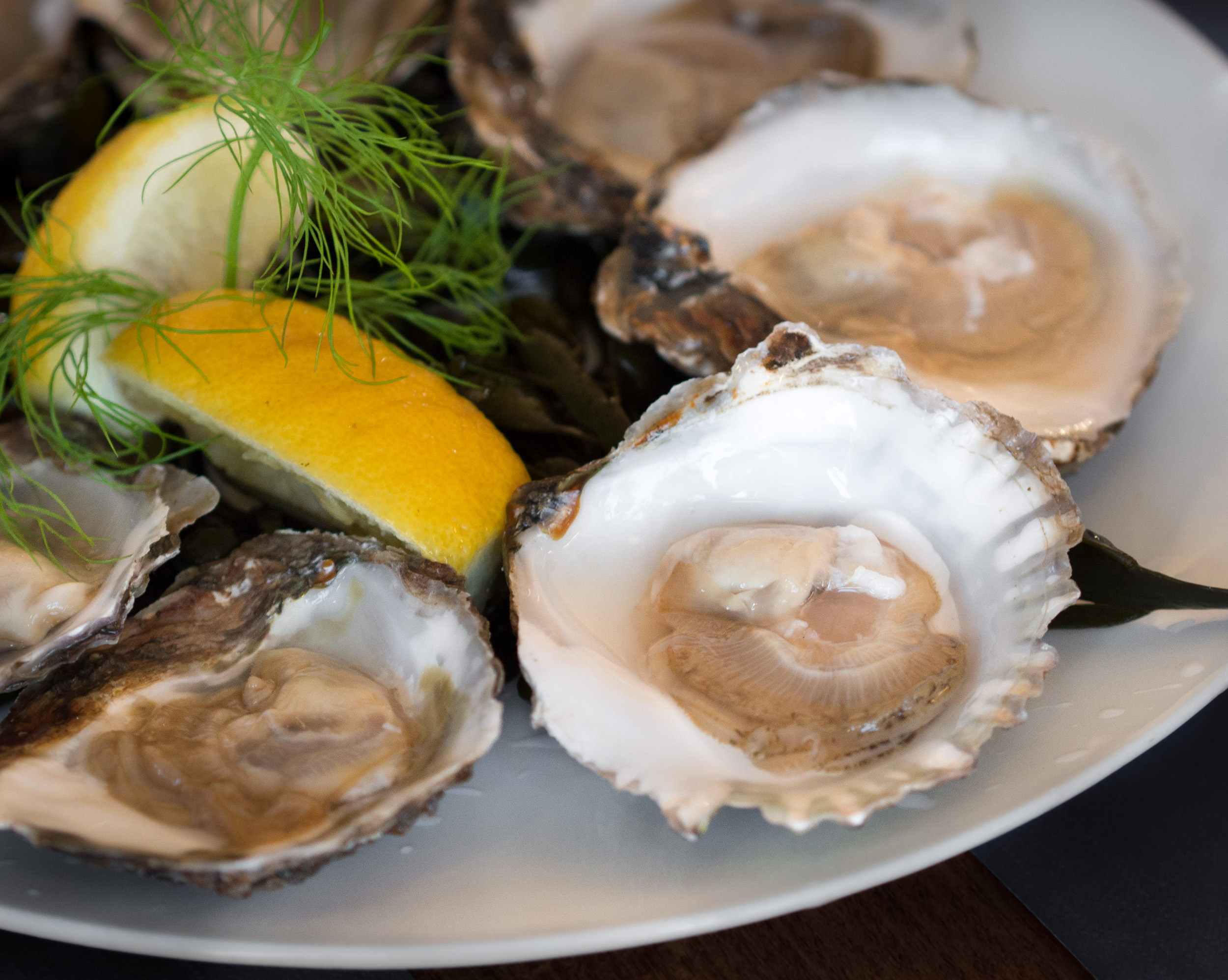
Hàu, "platte Zeeuwse oester".
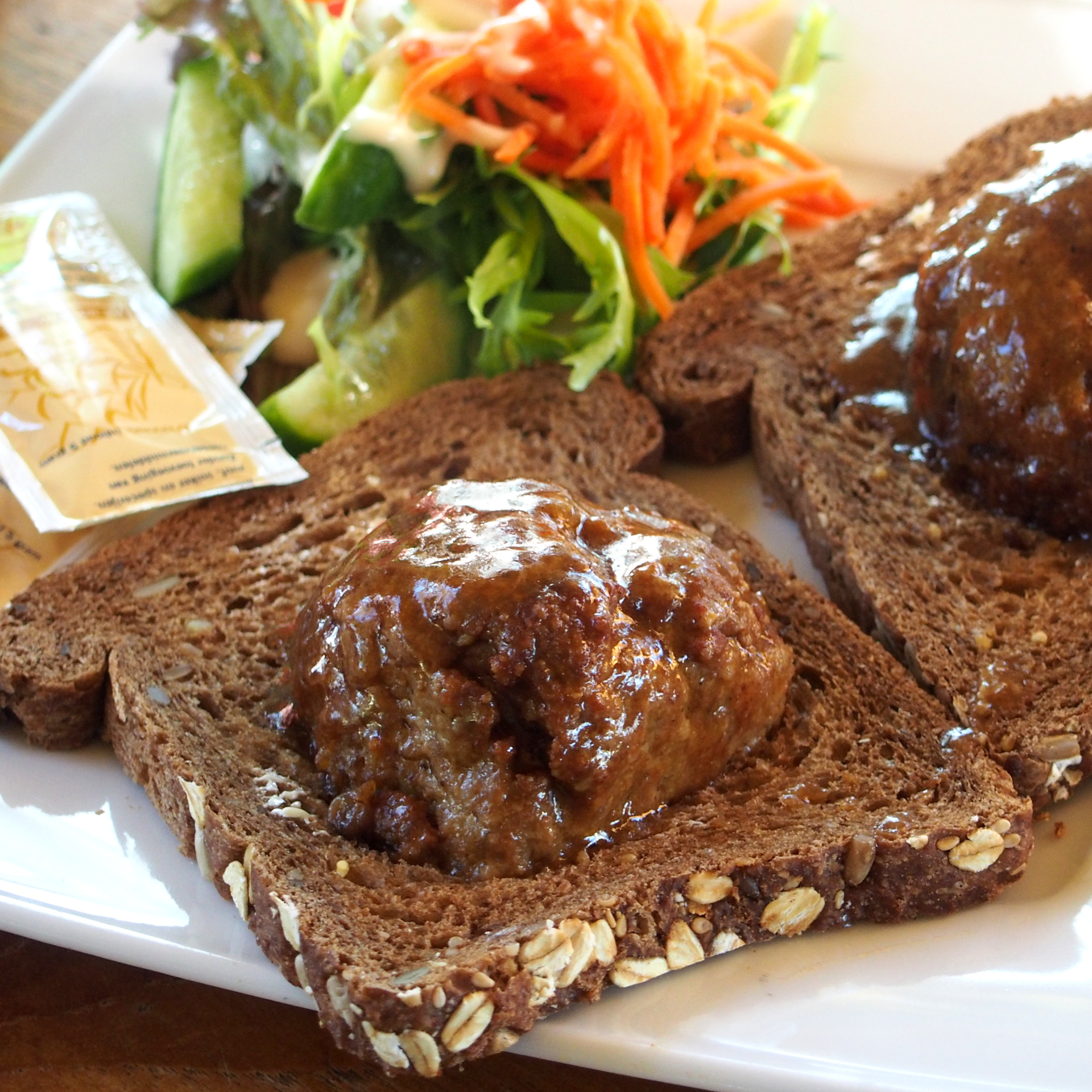
Broodje bal là một lát bánh mì với thịt viên và nước thịt, trong ảnh là nửa viên thịt trên lát bánh mì nguyên cám của Hà Lan.
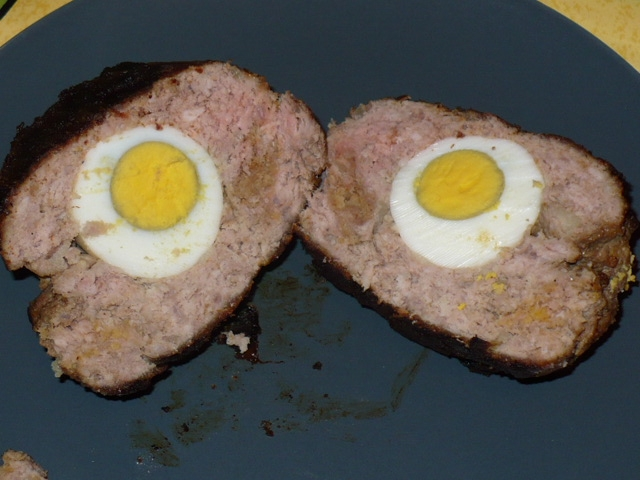
Những lát thịt với trứng luộc chín ở giữa.
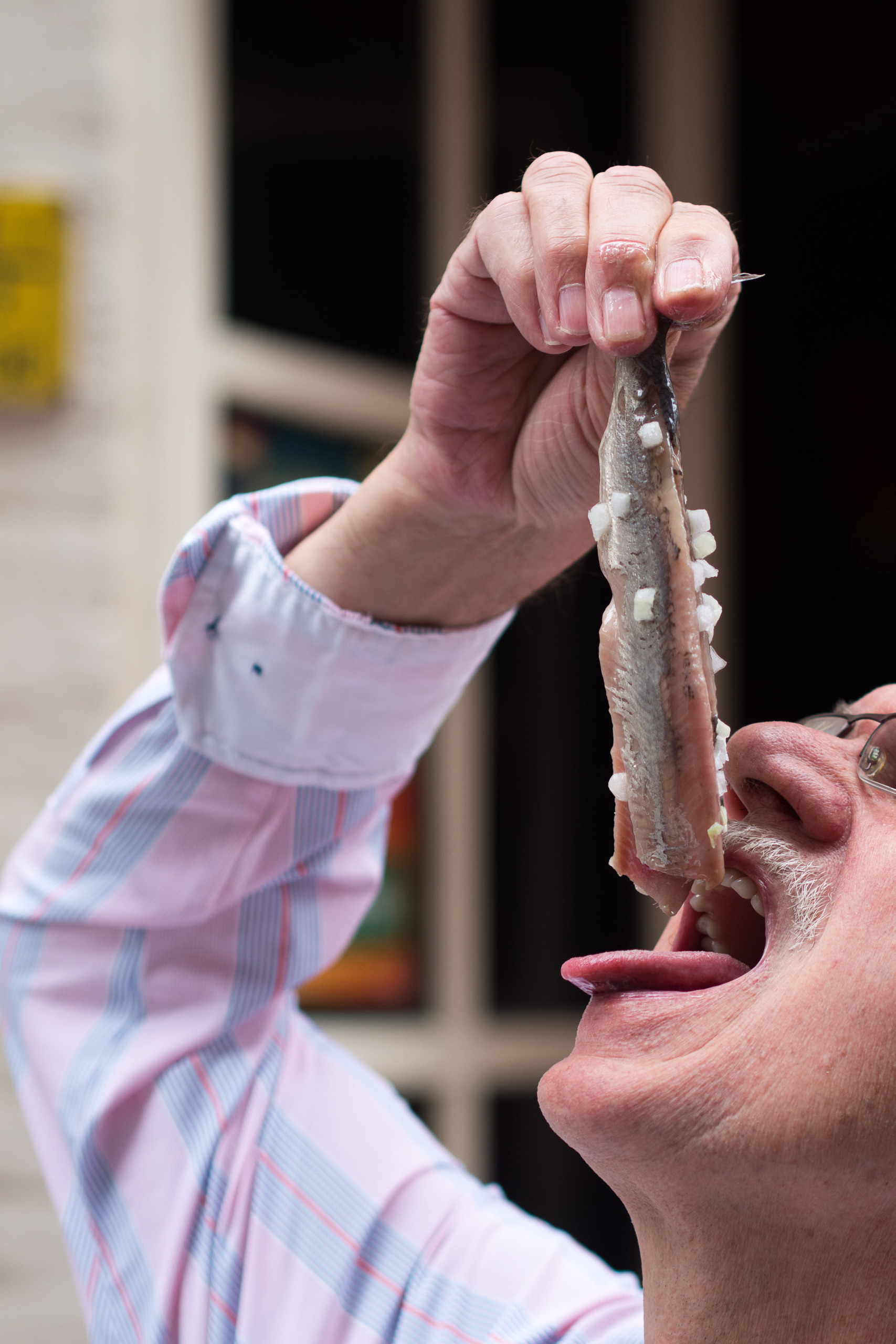
Ăn "Hollandse Nieuwe" (cá trích muối Hà Lan) theo kiểu Hà Lan.
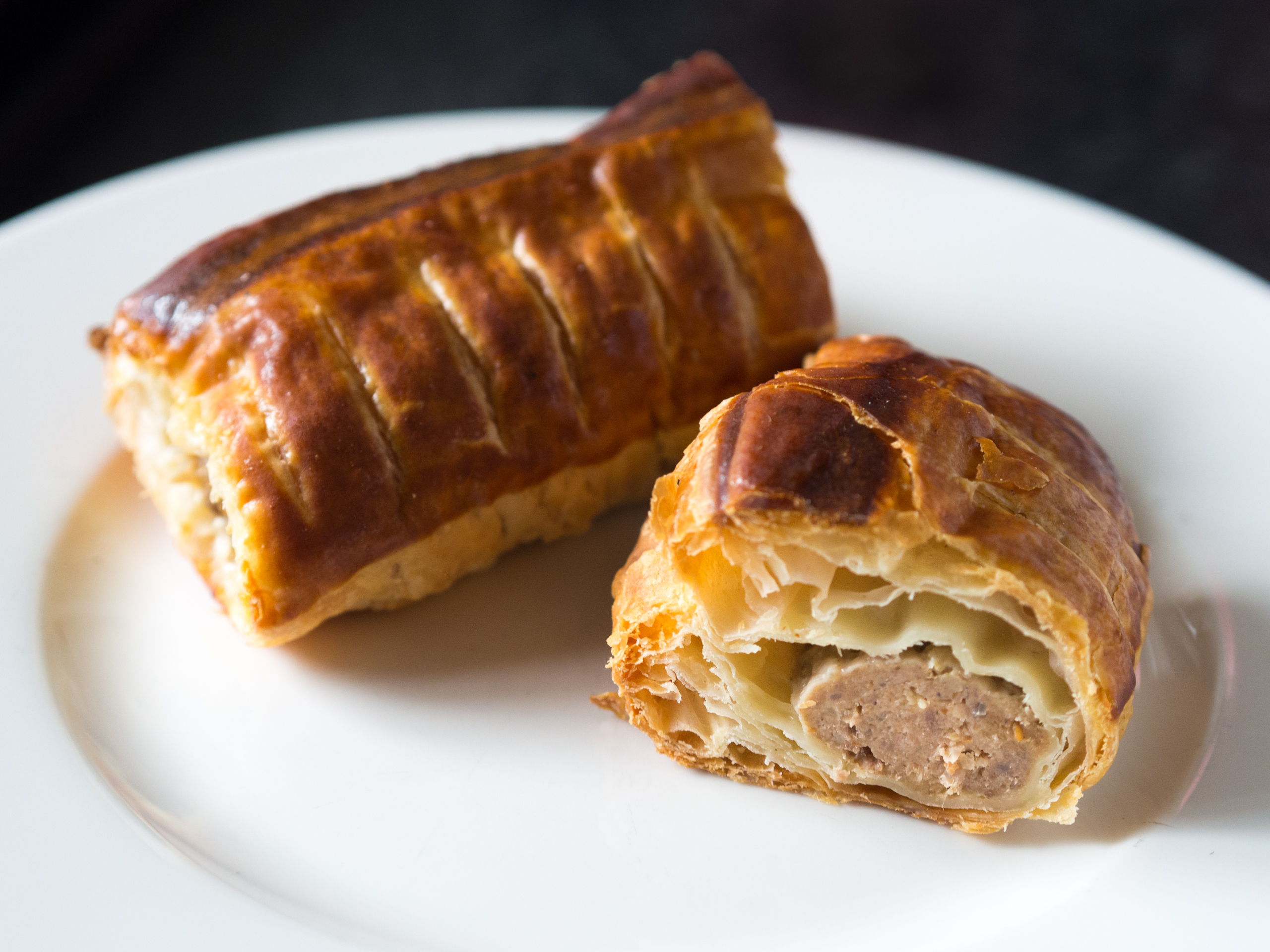
Saucijzenbroodje là một món ăn nhẹ phổ biến ở Hà Lan. Là biến thể kiểu Hà Lan của món xúc xích cuộn.